# Bahnstrecke Kreuztal–Cölbe
| Streckenteile bis und ab Erndtebrück | |                                                              |                                                              |
| Streckennummer (DB): | 2870 |                                                              |                                                              |
| Kursbuchstrecke (DB): | 443, 623 |                                                              |                                                              |
| Kursbuchstrecke: | 174n (1934) 166a (Wallau–Biedenk. 1934) 173d (Sarnau–Cölbe 1934) 239p (1946) 194a (Wallau–Biedenk. 1946) 198e (Sarnau–Cölbe 1946) |                                                              |                                                              |
| Streckenlänge: | 88,428 km |                                                              |                                                              |
| Spurweite: | 1435 mm (Normalspur) |                                                              |                                                              |
| Streckenklasse: | D4 |                                                              |                                                              |
| Streckengeschwindigkeit: | Erndtebr.–Wallau: 70 km/h Wallau–Cölbe: 80 km/h                                                                                   |                                                              |                                                              |
| | |                                                              |                                                              |
| \| \| \| von Siegen \| \| \| \| 0,065 \| Kreuztal ⊙ \| 275 m \| \| \| \| Ferndorfbach \| \| \| \| \| nach Hagen \| \| \| \| 0,800 \| Kreuztal Ost ⊙ \| Kreuztal Ost ⊙ \| \| \| \| bis 1912 entlang der B 508 \| \| \| \| \| Ferndorfbach \| \| \| \| \| Ferndorfbach \| \| \| \| 1,734 \| Ferndorf (Kr Siegen) ⊙ \| Ferndorf (Kr Siegen) ⊙ \| \| \| \| Ferndorfbach \| \| \| \| \| Kredenbach \| \| \| \| 4,500 \| Kredenbach Bedarfshalt ⊙ \| Kredenbach Bedarfshalt ⊙ \| \| \| 5,651 \| Dahlbruch ⊙ \| Dahlbruch ⊙ \| \| \| 6,930 \| Hillnhütten Bedarfshalt ⊙ \| Hillnhütten Bedarfshalt ⊙ \| \| \| 8,470 \| Stift Keppel-Allenbach ⊙ \| Stift Keppel-Allenbach ⊙ \| \| \| \| Ferndorfbach \| \| \| \| \| bis 1912 entlang der B 508 \| \| \| \| 10,057 \| Hilchenbach ⊙ \| 346 m \| \| \| \| Ferndorfbach \| \| \| \| 11,850 \| Vormwald Dorf Bedarfshalt ⊙ \| Vormwald Dorf Bedarfshalt ⊙ \| \| \| 12,305 \| Vormwalder Tunnel (193 m) \| Vormwalder Tunnel (193 m) \| \| \| 17,967 \| Vormwald Bedarfshalt, früher Bf ⊙ \| Vormwald Bedarfshalt, früher Bf ⊙ \| \| \| \| Bundesstraße 508 \| \| \| \| 18,550 \| Schlossberg-Tunnel (270 m) \| Schlossberg-Tunnel (270 m) \| \| \| 19,514 \| Kronprinz-Eiche-Tunnel (213 m) \| Kronprinz-Eiche-Tunnel (213 m) \| \| \| 21,951 \| Lützel ⊙ \| 555 m \| \| \| \| Bundesstraße 62 \| \| \| \| \| Erndtebrücker Eisenwerke (Anst) \| \| \| \| 28,821 \| Erndtebrück ⊙ \| 481 m \| \| \| \| nach Bad Berleburg \| \| \| \| 30,100 \| Eder \| Eder \| \| \| \| B 62 \| \| \| \| 32,000 \| Gebr Wahl (Anst) \| Gebr Wahl (Anst) \| \| \| 32,136 \| Erndtebrück-Schameder ⊙ \| 505 m \| \| \| 32,700 \| B 62 \| B 62 \| \| \| \| B 62 \| \| \| \| 34,676 \| Erndtebrück-Leimstruth ⊙ \| Erndtebrück-Leimstruth ⊙ \| \| \| 35,275 \| Leimstruther Tunnel (321 m)[1] \| 542 m \| \| \| 37,100 \| Amtshausen ⊙ \| Amtshausen ⊙ \| \| \| 40,088 \| Bad Laasphe-Oberndorf ⊙ \| 450 m \| \| \| 43,210 \| Bad Laasphe-Feudingen ⊙ \| 388 m \| \| \| 45,000 \| Bermershausen ⊙ \| Bermershausen ⊙ \| \| \| \| \| \| \| \| 46,490 \| Saßmannshausen (Wiedereröff- nung als Kreuzungsbf geplant) ⊙ \| Saßmannshausen (Wiedereröff- nung als Kreuzungsbf geplant) ⊙ \| \| \| \| \| \| \| \| \| B 62 (Straße verlegt) \| \| \| \| \| B 62 (Straße verlegt) \| \| \| \| 47,500 \| Lahn \| Lahn \| \| \| \| VEW Laasphe (Anst) \| \| \| \| 51,170 \| Friedrichshütte-Laasphe ⊙ \| Friedrichshütte-Laasphe ⊙ \| \| \| 52,000 \| Lahn \| Lahn \| \| \| 52,953 \| Bad Laasphe ⊙ \| 317 m \| \| \| 54,500 \| Amalienhütte Achenbach (Anst) \| Amalienhütte Achenbach (Anst) \| \| \| \| \| \| \| \| 54,757 \| Bad Laasphe-Niederlaasphe (seit 2009) ⊙ \| Bad Laasphe-Niederlaasphe (seit 2009) ⊙ \| \| \| \| \| \| \| \| 55,400 \| Amalienhütte ⊙ \| Amalienhütte ⊙ \| \| \| 56,100 \| Nordrhein-Westfalen / Hessen \| Nordrhein-Westfalen / Hessen \| \| \| \| von Dillenburg \| \| \| \| \| B 62 / B 253 \| \| \| \| \| \| \| \| \| 57,146 \| Biedenkopf-Wallau (bis 2001 Bahnhof) ⊙ \| Biedenkopf-Wallau (bis 2001 Bahnhof) ⊙ \| \| \| \| \| \| \| \| 57,200 \| Lahn \| Lahn \| \| \| 59,880 \| Ludwigshütte ⊙ \| Ludwigshütte ⊙ \| \| \| \| Bundesstraße 253 \| \| \| \| 59,800 \| Lahn \| Lahn \| \| \| 61,100 \| Biedenkopf Campus (seit 2003) ⊙ \| Biedenkopf Campus (seit 2003) ⊙ \| \| \| 62,108 \| Biedenkopf ⊙ \| 271 m \| \| \| \| B 62 \| \| \| \| 63,800 \| Lahn \| Lahn \| \| \| 65,600 \| Eckelshausen ⊙ \| Eckelshausen ⊙ \| \| \| \| Bundesstraße 453 \| \| \| \| 67,167 \| Wilhelmshütte (Lahn) ⊙ \| Wilhelmshütte (Lahn) ⊙ \| \| \| 68,575 \| Friedensdorf (Lahn) ⊙ \| 248 m \| \| \| 70,600 \| Carlshütte ⊙ \| Carlshütte ⊙ \| \| \| 72,196 \| Buchenau (Lahn) ⊙ \| Buchenau (Lahn) ⊙ \| \| \| 72,400 \| Lahn \| Lahn \| \| \| 74,900 \| Brungershausen ⊙ \| Brungershausen ⊙ \| \| \| 77,558 \| Caldern ⊙ \| Caldern ⊙ \| \| \| 80,525 \| Sterzhausen ⊙ \| Sterzhausen ⊙ \| \| \| 82,770 \| Goßfelden ⊙ \| Goßfelden ⊙ \| \| \| 84,025 \| Lahntal-Sarnau ⊙ \| Lahntal-Sarnau ⊙ \| \| \| \| von Warburg (Westf) \| \| \| \| 84,982 \| Sarnau Bbf \| 195 m \| \| \| 85,600 \| Lahn \| Lahn \| \| \| \| von Kassel \| \| \| \| 88,493 \| Cölbe ⊙ \| 198 m \| \| \| \| nach Gießen \| \| \| \| \| \| \| \| Quellen: [2][3][4] \| \| \| \| | |                                                              |                                                              |
| | | von Siegen                                                   |                                                              |
| Bahnhof | 0,065 | Kreuztal ⊙                                                   | 275 m                                                        |
| | | Ferndorfbach                                                 |                                                              |
| Abzweig geradeaus und nach links | | nach Hagen                                                   | nach Hagen                                                   |
| ehemaliger Haltepunkt / Haltestelle | 0,800 | Kreuztal Ost ⊙                                               | Kreuztal Ost ⊙                                               |
| Abzweig geradeaus und ehemals nach halblinks | | bis 1912 entlang der B 508                                   | bis 1912 entlang der B 508                                   |
| Brücke über Wasserlauf | | Ferndorfbach                                                 | Ferndorfbach                                                 |
| Brücke über Wasserlauf | | Ferndorfbach                                                 | Ferndorfbach                                                 |
| Bahnhof | 1,734 | Ferndorf (Kr Siegen) ⊙                                       | Ferndorf (Kr Siegen) ⊙                                       |
| Brücke über Wasserlauf | | Ferndorfbach                                                 | Ferndorfbach                                                 |
| Brücke | | Kredenbach                                                   | Kredenbach                                                   |
| Haltepunkt / Haltestelle | 4,500 | Kredenbach Bedarfshalt ⊙                                     | Kredenbach Bedarfshalt ⊙                                     |
| Bahnhof | 5,651 | Dahlbruch ⊙                                                  | Dahlbruch ⊙                                                  |
| Haltepunkt / Haltestelle | 6,930 | Hillnhütten Bedarfshalt ⊙                                    | Hillnhütten Bedarfshalt ⊙                                    |
| Haltepunkt / Haltestelle | 8,470 | Stift Keppel-Allenbach ⊙                                     | Stift Keppel-Allenbach ⊙                                     |
| Brücke über Wasserlauf | | Ferndorfbach                                                 | Ferndorfbach                                                 |
| Abzweig geradeaus und ehemals von halblinks | | bis 1912 entlang der B 508                                   | bis 1912 entlang der B 508                                   |
| Bahnhof | 10,057 | Hilchenbach ⊙                                                | 346 m                                                        |
| Brücke über Wasserlauf | | Ferndorfbach                                                 | Ferndorfbach                                                 |
| Haltepunkt / Haltestelle | 11,850 | Vormwald Dorf Bedarfshalt ⊙                                  | Vormwald Dorf Bedarfshalt ⊙                                  |
| Tunnel | 12,305 | Vormwalder Tunnel (193 m)                                    | Vormwalder Tunnel (193 m)                                    |
| Haltepunkt / Haltestelle, ehemals Bahnhof | 17,967 | Vormwald Bedarfshalt, früher Bf ⊙                            | Vormwald Bedarfshalt, früher Bf ⊙                            |
| Strecke mit Straßenbrücke | | Bundesstraße 508                                             | Bundesstraße 508                                             |
| Tunnel | 18,550 | Schlossberg-Tunnel (270 m)                                   | Schlossberg-Tunnel (270 m)                                   |
| Tunnel | 19,514 | Kronprinz-Eiche-Tunnel (213 m)                               | Kronprinz-Eiche-Tunnel (213 m)                               |
| Bahnhof | 21,951 | Lützel ⊙                                                     | 555 m                                                        |
| Bahnübergang | | Bundesstraße 62                                              | Bundesstraße 62                                              |
| Blockstelle | | Erndtebrücker Eisenwerke (Anst)                              | Erndtebrücker Eisenwerke (Anst)                              |
| Bahnhof | 28,821 | Erndtebrück ⊙                                                | 481 m                                                        |
| Abzweig geradeaus und nach links | | nach Bad Berleburg                                           | nach Bad Berleburg                                           |
| Brücke über Wasserlauf | 30,100 | Eder                                                         | Eder                                                         |
| Bahnübergang | | B 62                                                         | B 62                                                         |
| ehemalige Blockstelle | 32,000 | Gebr Wahl (Anst)                                             | Gebr Wahl (Anst)                                             |
| Haltepunkt / Haltestelle | 32,136 | Erndtebrück-Schameder ⊙                                      | 505 m                                                        |
| Brücke | 32,700 | B 62                                                         | B 62                                                         |
| Strecke mit Straßenbrücke | | B 62                                                         | B 62                                                         |
| Haltepunkt / Haltestelle, ehemals Bahnhof | 34,676 | Erndtebrück-Leimstruth ⊙                                     | Erndtebrück-Leimstruth ⊙                                     |
| Tunnel | 35,275 | Leimstruther Tunnel (321 m)                                  | 542 m                                                        |
| ehemaliger Haltepunkt / Haltestelle | 37,100 | Amtshausen ⊙                                                 | Amtshausen ⊙                                                 |
| Haltepunkt / Haltestelle, ehemals Bahnhof | 40,088 | Bad Laasphe-Oberndorf ⊙                                      | 450 m                                                        |
| Haltepunkt / Haltestelle, ehemals Bahnhof | 43,210 | Bad Laasphe-Feudingen ⊙                                      | 388 m                                                        |
| ehemaliger Haltepunkt / Haltestelle | 45,000 | Bermershausen ⊙                                              | Bermershausen ⊙                                              |
| | |                                                              |                                                              |
| ehemaliger Bahnhof | 46,490 | Saßmannshausen (Wiedereröff- nung als Kreuzungsbf geplant) ⊙ | Saßmannshausen (Wiedereröff- nung als Kreuzungsbf geplant) ⊙ |
| | |                                                              |                                                              |
| ehemaliger Bahnübergang | | B 62 (Straße verlegt)                                        | B 62 (Straße verlegt)                                        |
| ehemaliger Bahnübergang | | B 62 (Straße verlegt)                                        | B 62 (Straße verlegt)                                        |
| Brücke über Wasserlauf | 47,500 | Lahn                                                         | Lahn                                                         |
| ehemalige Blockstelle | | VEW Laasphe (Anst)                                           | VEW Laasphe (Anst)                                           |
| ehemaliger Bahnhof | 51,170 | Friedrichshütte-Laasphe ⊙                                    | Friedrichshütte-Laasphe ⊙                                    |
| Brücke über Wasserlauf | 52,000 | Lahn                                                         | Lahn                                                         |
| Bahnhof | 52,953 | Bad Laasphe ⊙                                                | 317 m                                                        |
| ehemalige Blockstelle | 54,500 | Amalienhütte Achenbach (Anst)                                | Amalienhütte Achenbach (Anst)                                |
| | |                                                              |                                                              |
| Haltepunkt / Haltestelle | 54,757 | Bad Laasphe-Niederlaasphe (seit 2009) ⊙                      | Bad Laasphe-Niederlaasphe (seit 2009) ⊙                      |
| | |                                                              |                                                              |
| ehemaliger Haltepunkt / Haltestelle | 55,400 | Amalienhütte ⊙                                               | Amalienhütte ⊙                                               |
| Grenze | 56,100 | Nordrhein-Westfalen / Hessen                                 | Nordrhein-Westfalen / Hessen                                 |
| Abzweig geradeaus und von rechts | | von Dillenburg                                               | von Dillenburg                                               |
| Strecke mit Straßenbrücke | | B 62 / B 253                                                 | B 62 / B 253                                                 |
| | |                                                              |                                                              |
| Haltepunkt / Haltestelle, ehemals Bahnhof | 57,146 | Biedenkopf-Wallau (bis 2001 Bahnhof) ⊙                       | Biedenkopf-Wallau (bis 2001 Bahnhof) ⊙                       |
| | |                                                              |                                                              |
| Brücke über Wasserlauf | 57,200 | Lahn                                                         | Lahn                                                         |
| ehemaliger Bahnhof | 59,880 | Ludwigshütte ⊙                                               | Ludwigshütte ⊙                                               |
| Strecke mit Straßenbrücke | | Bundesstraße 253                                             | Bundesstraße 253                                             |
| Brücke über Wasserlauf | 59,800 | Lahn                                                         | Lahn                                                         |
| Haltepunkt / Haltestelle | 61,100 | Biedenkopf Campus (seit 2003) ⊙                              | Biedenkopf Campus (seit 2003) ⊙                              |
| Bahnhof | 62,108 | Biedenkopf ⊙                                                 | 271 m                                                        |
| Strecke mit Straßenbrücke | | B 62                                                         | B 62                                                         |
| Brücke über Wasserlauf | 63,800 | Lahn                                                         | Lahn                                                         |
| ehemaliger Haltepunkt / Haltestelle | 65,600 | Eckelshausen ⊙                                               | Eckelshausen ⊙                                               |
| Bahnübergang | | Bundesstraße 453                                             | Bundesstraße 453                                             |
| Haltepunkt / Haltestelle, ehemals Bahnhof | 67,167 | Wilhelmshütte (Lahn) ⊙                                       | Wilhelmshütte (Lahn) ⊙                                       |
| Bahnhof | 68,575 | Friedensdorf (Lahn) ⊙                                        | 248 m                                                        |
| ehemaliger Bahnhof | 70,600 | Carlshütte ⊙                                                 | Carlshütte ⊙                                                 |
| Bahnhof | 72,196 | Buchenau (Lahn) ⊙                                            | Buchenau (Lahn) ⊙                                            |
| Brücke über Wasserlauf | 72,400 | Lahn                                                         | Lahn                                                         |
| ehemaliger Haltepunkt / Haltestelle, ehemals Bahnhof | 74,900 | Brungershausen ⊙                                             | Brungershausen ⊙                                             |
| Haltepunkt / Haltestelle, ehemals Bahnhof | 77,558 | Caldern ⊙                                                    | Caldern ⊙                                                    |
| Haltepunkt / Haltestelle, ehemals Bahnhof | 80,525 | Sterzhausen ⊙                                                | Sterzhausen ⊙                                                |
| Haltepunkt / Haltestelle, ehemals Bahnhof | 82,770 | Goßfelden ⊙                                                  | Goßfelden ⊙                                                  |
| Haltepunkt / Haltestelle | 84,025 | Lahntal-Sarnau ⊙                                             | Lahntal-Sarnau ⊙                                             |
| Abzweig geradeaus und von links | | von Warburg (Westf)                                          | von Warburg (Westf)                                          |
| Dienststelle, ehemals Bahnhof | 84,982 | Sarnau Bbf                                                   | 195 m                                                        |
| Brücke über Wasserlauf | 85,600 | Lahn                                                         | Lahn                                                         |
| Abzweig geradeaus und von links | | von Kassel                                                   | von Kassel                                                   |
| Bahnhof | 88,493 | Cölbe ⊙                                                      | 198 m                                                        |
| | | nach Gießen                                                  |                                                              |
| | |                                                              |                                                              |
| Quellen: | |                                                              |                                                              |

Die Bahnstrecke Kreuztal–Cölbe ist eine 88,428 Kilometer lange, eingleisige, nicht elektrifizierte Nebenbahn von Kreuztal in Nordrhein-Westfalen über Erndtebrück, Bad Laasphe, Biedenkopf nach Cölbe in Hessen. Zwischen Hilchenbach und Bad Laasphe-Feudingen hat sie den Charakter einer Gebirgsbahn mit den Scheitelpunkten Lützel und Leimstruth.
Betrieblich ist die Strecke heute zweigeteilt: Der Abschnitt Kreuztal–Erndtebrück wird zusammen mit der Bahnstrecke Erndtebrück–Bad Berleburg unter dem Namen Rothaarbahn befahren und der anschließende Abschnitt bis Cölbe von der Kurhessenbahn als Obere Lahntalbahn bezeichnet. Züge am östlichen Streckenende sind bis Marburg durchgebunden. Infrastrukturbetreiber ist im Abschnitt Kreuztal–Erndtebrück die DB InfraGO AG und im Abschnitt Erndtebrück–Cölbe die DB RegioNetz Infrastruktur GmbH.

## Geschichte

### Erste Planungen als Hauptbahn
Die Notwendigkeit einer Bahnverbindung zwischen dem (oberen) Lahntal und dem Ruhrgebiet wurde erstmals 1847 durch den damaligen kurhessischen Oberingenieur Splingard formuliert. Seine Absicht war es, eine Hauptbahn von Köln nach Marburg zu errichten, um damit eine direkte Ost-West-Verbindung zwischen Breslau – Dresden –Leipzig – Halle – Kassel – Marburg – Köln – Ostende und, per Dampfschifffahrt, London zu ermöglichen. Für die gesamte Strecke von Marburg über Biedenkopf und Siegen nach Köln einschließlich der Zweigbahnen zu den Steinkohlezechen wurden etwa 28 Millionen Gulden veranschlagt, wobei lediglich knapp 900.000 Gulden für die Strecke  aufgebracht werden mussten, da auf kostspielige Tunnel, Dämme oder sonstiges weitgehend verzichtet werden konnte. Durch die Auswirkungen der Märzrevolution 1848 wurde die Planungsphase unterbrochen.
Weitere Denkschriften und Veröffentlichungen brachten danach immer wieder eine Oberlahn-Eisenbahn, Lenne-Lahn-Bahn durch das Oberlahnthal oder Ruhr-Lenne-(Sieg-)Oberlahn-Eisenbahn zwischen Siegen und Marburg in Rede, die der Oberen Lahntalbahn ihren Namen verliehen hat. Erst 1863 kam der Staatsvertrag zwischen Hessen, Preußen und Kurhessen zum Bau einer Verbindung zustande.

### Bau als Güter- und Nebenbahn

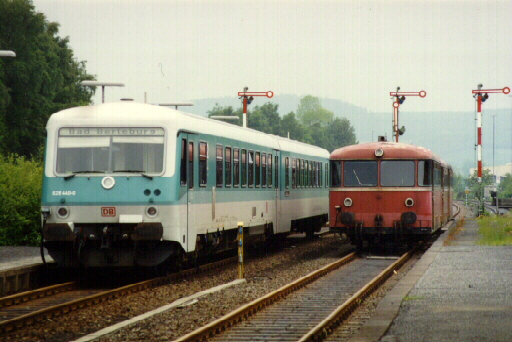
Ein modernerer VT 628 der DB und ein Schienenbus im Bahnhof Erndtebrück (1995)

Nachdem die Pläne für diese Hauptbahn nicht zur Umsetzung gekommen waren, sollte eine Bahnlinie Kreuztal–Marburg dazu dienen, die sehr strukturschwachen Kreise Wittgenstein und Biedenkopf zu stärken. Insbesondere sollte sie die zahlreichen Hammerwerke, Hüttenwerke und Gießereien entlang der Strecke und im Hinterland mit Steinkohle und Koks aus dem Ruhrgebiet für die Hochöfen und Kupolöfen (Holzkohle war knapp geworden) versorgen und die preiswerte Versendung von Hüttenerzeugnissen nach dort ermöglichen.
Der erste Abschnitt von Laasphe nach Cölbe wurde am 19. März 1883 für den Güterverkehr freigegeben, am 2. April desselben Jahres wurde der Personenverkehr aufgenommen. Die Strecke war damit eine der ersten Nebenbahnen in Preußen überhaupt. Die Fortsetzung der Strecke nach Kreuztal und damit eine durchgängige Verbindung von Marburg nach Siegen war von Anfang an vorgesehen.
Im März 1884 wurde der Streckenabschnitt Kreuztal–Hilchenbach eröffnet, der Abschnitt Feudingen–Laasphe folgte am 1. Juli 1888. Im selben Jahr, am 1. Oktober 1888, wurde auch der Abschnitt Hilchenbach–Erndtebrück in Betrieb genommen. Nachdem am 20. Dezember 1888 der Abschnitt Erndtebrück–Leimstruth und am 1. Oktober 1889 das Teilstück Leimstruth–Feudingen dem Verkehr übergeben wurde, war die Strecke durchgehend befahrbar.
Nach der durchgängigen Eröffnung entwickelte sich der Verkehr zunächst äußerst positiv, so dass der Abschnitt Kreuztal–Hilchenbach am südlichen Hang des Ferndorftals neu trassiert wurde. In den 1930er Jahren lief über die Strecke Kreuztal – Cölbe auch Fernverkehr (KBS Nr. 174n).

### Nachkriegszeit und schrittweiser Niedergang
Seit den 1950er Jahren gab es sogar ein Eilzugpaar von Frankfurt am Main über Biedenkopf und Siegen nach Köln. Dessen Einstellung im Jahre 1979 ging mit einem starken Nachfragerückgang im Personenverkehr einher. In den 1980er Jahren gab es wochentags zwar ein fast im Stundentakt verkehrendes Angebot. Die aus zwei n-Wagen und einer Baureihe 211 gebildeten Züge wurden praktisch jedoch nur zu den Berufs- und Schülerverkehrszeiten nachgefragt.
Bereits in den 1970er Jahren ging auch der Güterverkehr stark zurück. Mitte der 1990er wurde er komplett eingestellt. Später wurde auch der Personenverkehr bis auf ein einziges „Alibi-Zugpaar“ ausgedünnt.

### Aufschwung ab den 1990er-Jahren

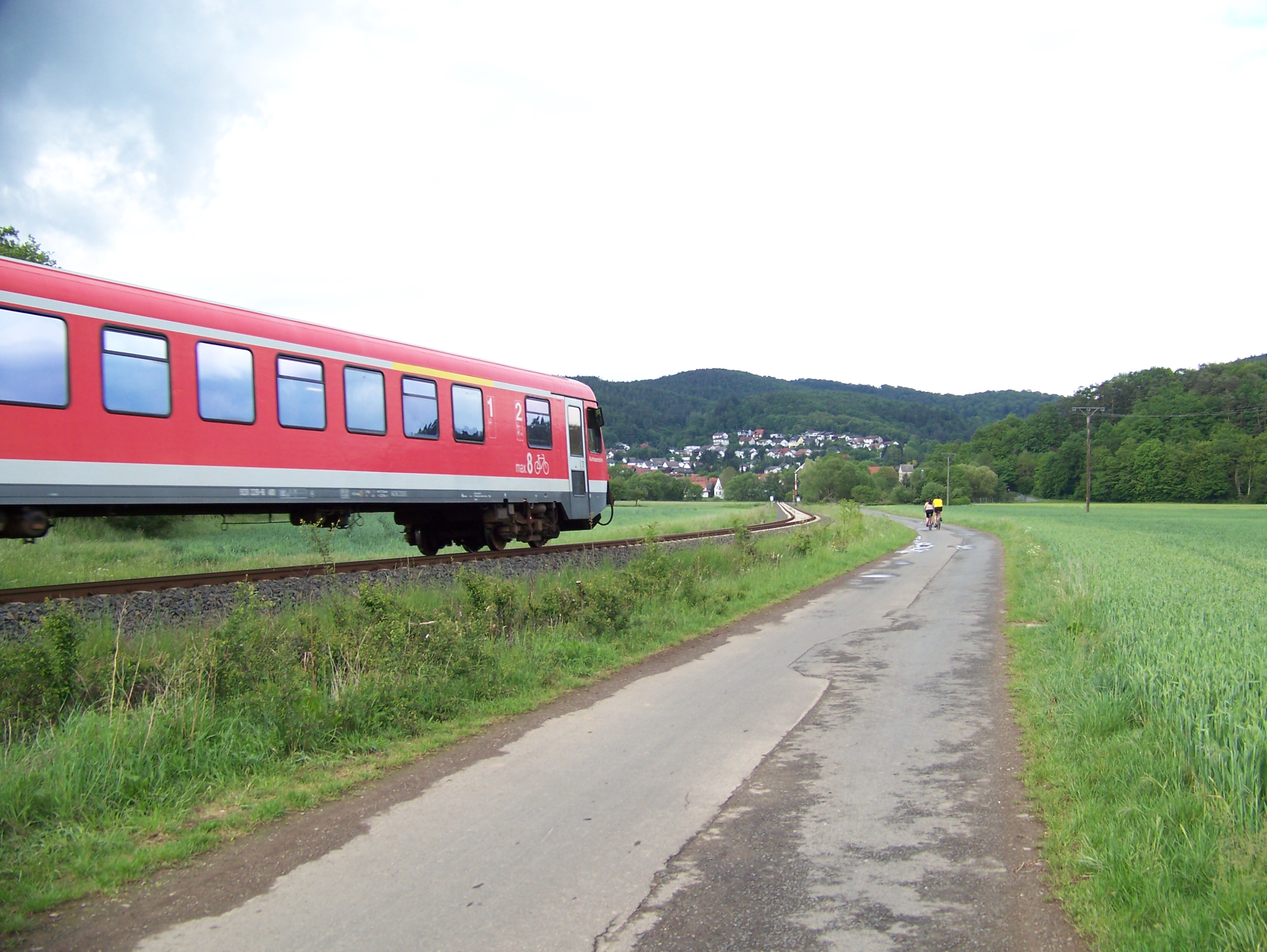
Ein Zug der Kurhessenbahn auf der Oberen Lahntalbahn zwischen Buchenau und Carlshütte (2005)

Im Jahr 1994 wurden die Schienenbusse und lokbespannten Wagenzüge zwischen Siegen und Bad Berleburg durch Triebzüge der Baureihe 628 ersetzt. Gleichzeitig wurde das Angebot ausgebaut und ein Taktfahrplan mit einheitlicher Linienführung eingeführt. Die Nahverkehrslinie, die bei der Einführung als „Rothaar-Express“ beworben wurde, fährt seither im Stundentakt zwischen Bad Berleburg und Siegen. Ebenso wurde auch die Linie Erndtebrück–Marburg mit dem neuen Triebwagenmodell ausgestattet und vertaktet. Mit der Jahrtausendwende wurden auf der Linie RB 93 Triebzüge der Baureihe 640 eingesetzt, die auch nach der ersten Vergabe der Dreiländerbahn erhalten blieben.
Seit der Übernahme des Personenverkehrs auf der Relation Erndtebrück–Marburg durch die Kurhessenbahn im Jahr 2002 sind die zuvor rückläufigen Fahrgastzahlen wieder angestiegen. Die Kurhessenbahn hat in den letzten Jahren zwischen Marburg und Bad Laasphe alle Bahnsteige der Bahnhöfe und Haltepunkte gepflastert und auf 38 oder 55 Zentimeter Höhe angehoben. Des Weiteren wurden die neuen Haltepunkte Biedenkopf Schulzentrum (heute Biedenkopf Campus, 2003), Niederlaasphe (2009) und Lahntal-Sarnau (2010) gebaut.
Im Dezember 2014 wurde im Bahnhof Lützel ein elektronisches Stellwerk (ESTW) in Betrieb genommen. Die Bundesstraße 62, die südöstlich von Saßmannshausen die Bahnstrecke zweimal höhengleich kreuzte, wurde bis 2015 so verlegt, dass diese Bahnübergänge entfallen konnten. Um die weitere Anbindung des Gewerbes südlich der Bahnstrecke zu sichern, musste allerdings ein neuer Bahnübergang eingerichtet werden.
Im Jahr 2017 wurde die Modernisierung des Knoten Erndtebrück komplett fertiggestellt. Die Modernisierung umfasste die Gleisanlagen, den barrierefreien Ausbau der Bahnsteige und den Bau eines elektronischen Stellwerkes. Bahn, Bund und das Land NRW investierten insgesamt 13,8 Millionen Euro in die Modernisierung.
Während einer vier Monate dauernden Vollsperrung des Abschnitts Friedensdorf–Cölbe aufgrund des Neubaus der Umgehungsstraße B 252 wurden 2020 in den Bahnhöfen Sarnau und Buchenau elektronische Stellwerke errichtet, die jetzt vom Fahrdienstleiter in Friedensdorf bedient werden. Ebenso wurden neue Bahnsteige in Buchenau, Sterzhausen und Goßfelden gebaut und mehrere Bahnübergänge erneuert bzw. geschlossen.
Seit Dezember 2019 verkehren zunächst nur an Samstagen zwei Zugpaare der Kurhessenbahn über Siegen nach Betzdorf (Sieg) und zurück. Damit wird nach 37 Jahren erstmals wieder die gesamte Strecke von Cölbe nach Kreuztal befahren.

## Streckenverlauf

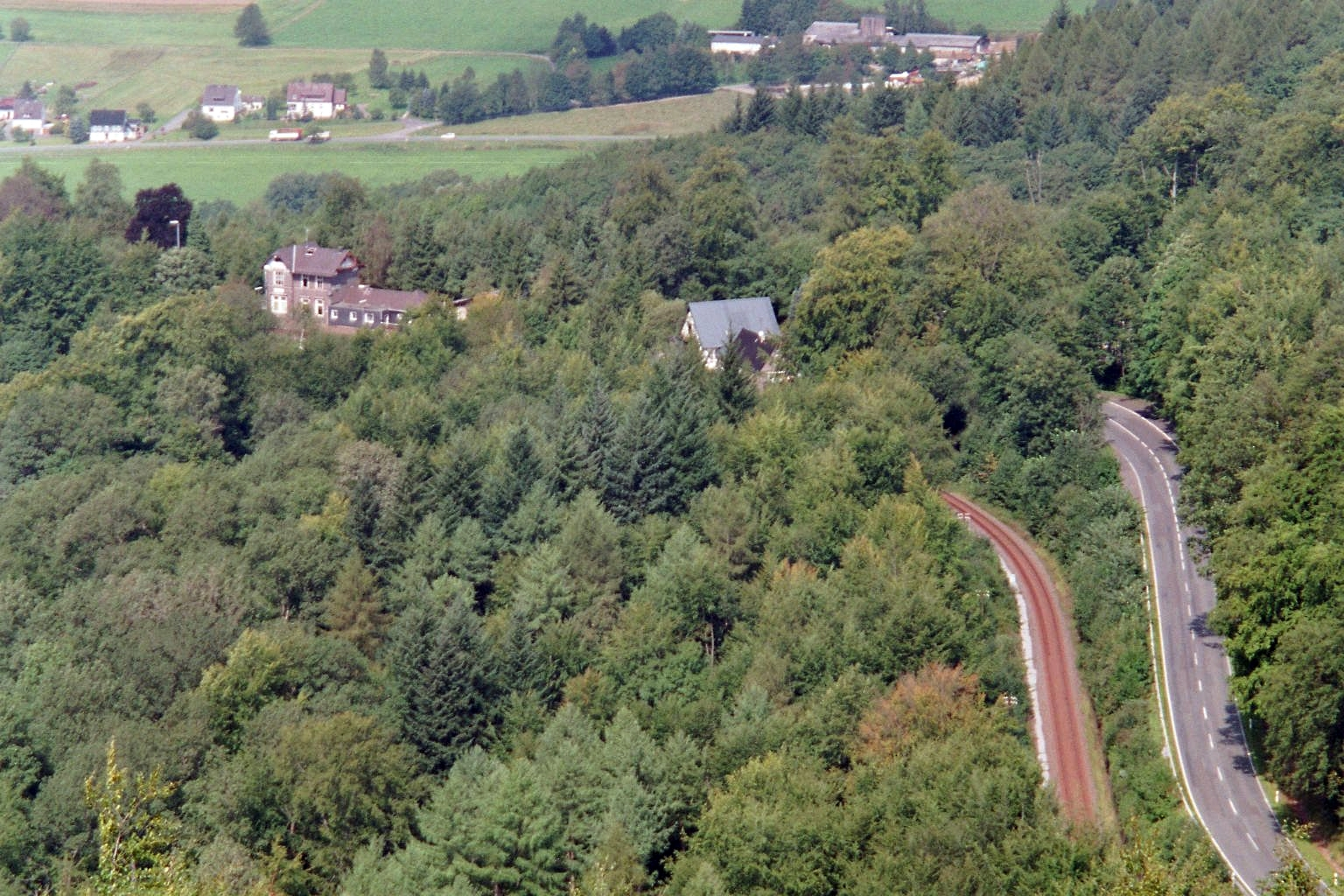
Die Rothaarbahn von der Ginsburg aus, Blick in Richtung obere Kehre und Bahnhof Vormwald

Die eingleisige Strecke verläuft zwischen Kreuztal und Hilchenbach am südlichen Hang des Ferndorftales und schlängelt sich mit zwei großen Kehren zwischen Hilchenbach und Erndtebrück durch das Rothaargebirge, um Höhe zu gewinnen. Besonders malerisch wirkt die Untertunnelung der Ginsburg durch den „Schlossberg-Tunnel“ direkt am Rothaarsteig. Direkt vor dem mit 555 m ü. NN höchstgelegenen Bahnhof Lützel befindet sich der westliche Scheitelpunkt der Strecke. Ab hier folgt die Strecke dem Edertal. Kurz vor Erndtebrück verlaufen die letzten Kilometer direkt neben der Bundesstraße 62. Aufgrund von vielen nicht-technisch gesicherten Bahnübergänge ist die Streckenhöchstgeschwindigkeit auf diesem Abschnitt stark herabgesetzt.
Nach Erndtebrück, wo die Strecke nach Bad Berleburg abzweigt, wird die Eder überquert, danach steigt die Strecke Richtung Osten zunächst zu ihrem zweiten Scheitelpunkt bei Leimstruth an (542 m ü. NN), um in Richtung Süden durch den dortigen Tunnel und in einer großen Kurve um Oberndorf herum wieder das Tal zu erreichen. Ab Feudingen folgt die Bahn dem oberen Flusslauf der Lahn über Biedenkopf Richtung Osten. Im Bahnhof Sarnau mündet die Strecke aus Richtung Korbach, nach weiteren vier Kilometern ist der Bahnhof Cölbe an der Main-Weser-Bahn erreicht. Die Züge werden auf dieser bis Marburg durchgebunden.
Die Strecke von Kreuztal bis Cölbe ist 88 Kilometer lang und als Nebenbahn klassifiziert, die Höchstgeschwindigkeit beträgt zwischen Kreuztal und Wallau 70 km/h und zwischen Wallau und Cölbe 80 km/h.
Auf der gesamten Strecke gibt es vier Tunnel, die sich – mit Ausnahme des längsten (Leimstruther Tunnel), der die Wasserscheide zwischen Lahn und Eder unterquert – alle auf dem Abschnitt Kreuztal–Erndtebrück („Rothaarbahn“) befinden und sich alle an der Eder-Sieg-Wasserscheide erstrecken. Die übrigen Tunnel und Brücken können dem Streckenband entnommen werden.

## Planungen und Zukunft

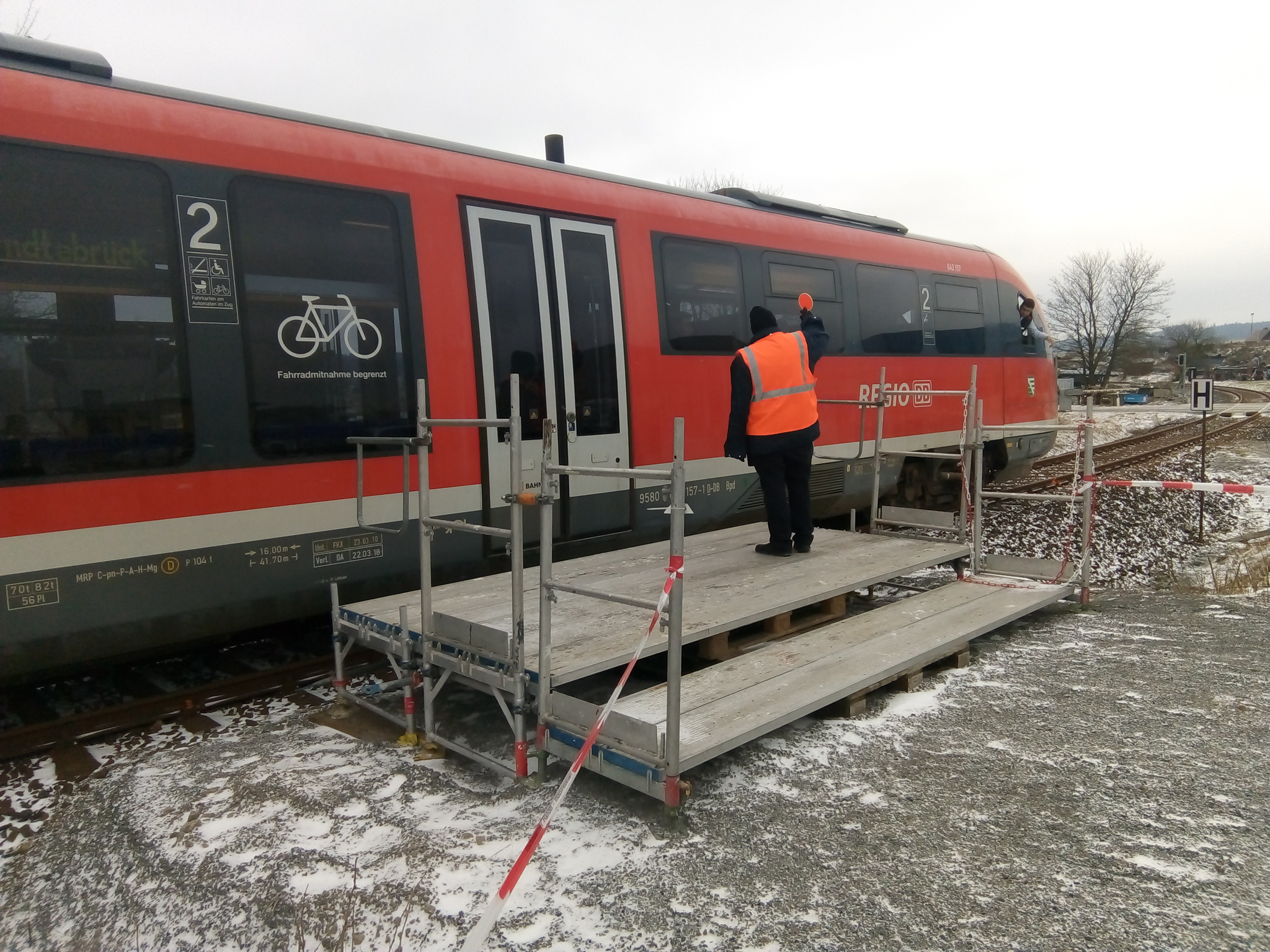
Zug am Messebahnhof während der Messe Wir in Wittgenstein 2018

### Allgemeines
Einige Maßnahmen zur Aufwertung der Strecke wie Haltepunktneubauten in Biedenkopf, Niederlaasphe und Sarnau wurden bereits durchgeführt.
Die Bahnsteige aller Haltepunkte werden sukzessive erneuert und auf eine einheitliche Höhe von 55 Zentimetern gebracht. Außerdem soll eine Vielzahl von Bahnübergängen technisch gesichert oder entfernt werden, um die Streckengeschwindigkeit auf 80 km/h anzuheben.
Der Streckenabschnitt der Kurhessenbahn (Cölbe–Erndtebrück) soll in den nächsten Jahren mit digitalem Zugfunk ausgestattet werden. Aktuell wird noch alte analoge Technik verwendet, der neue Funk ist Voraussetzung für dichtere Takte und mehr Züge. Der Umstieg auf Digitalfunk wird auf ca. 7,8 Millionen Euro geschätzt.

### Neues Betriebskonzept mit Flügelung in Erndtebrück
Ende 2019 wurde eine Absichtserklärung zum weiteren Angebotsausbau auf der Strecke abgeschlossen. Diese sieht den Neubau eines Kreuzungsbahnhofes in Saßmannshausen vor, damit auch im Abschnitt Erndtebrück–Bad Laasphe ein Stundentakt gefahren werden kann. Ebenso soll die Strecke Erndtebrück–Bad Berleburg beschleunigt werden und eine neue Weichenverbindung inklusive Beifahranlage im Bahnhof Erndtebrück installiert werden. Dies soll Flügelungen in Erndtebrück ermöglichen, damit gleichzeitig stündliche Direktverbindungen Siegen–Bad Berleburg und Siegen–Marburg angeboten werden können. Die Kosten der Maßnahme werden auf 6 Millionen Euro geschätzt. Zur Vermeidung einer doppelten Vollsperrung sollte der Umbau 2027 gemeinsam mit der Sanierung des Leimstruther Tunnel umgesetzt werden.
Ende April 2022 wurde von Vertretern der Kreise Siegen-Wittgenstein und Marburg-Biedenkopf, sowie vom Rhein-Main-Verkehrsverbund (RMV) und dem Regionalen Nahverkehrsverband Marburg-Biedenkopf (RNV) ein „Kooperationsvertrag zur weiteren Attraktivitäts- und Leistungssteigerung“ unterzeichnet. Dieser beinhaltet neben einer Bekräftigung der oben genannten Vorhaben (durchgängiger Stundentakt, Flügelung/Durchbindung, Tunnelsanierung) die Prüfung der Machbarkeit neuer Haltepunkte auf hessischer Seite.
Für die Neuaufstellung des ÖPNV-Bedarfsplan NRW hat der Zweckverband Nahverkehr Westfalen-Lippe im Jahr 2024 die Inbetriebnahme der Maßnahmen zur Einführung eines Stundentaktes im Abschnitt Bad Laasphe – Erndtebrück für das Jahr 2031 angemeldet. Bis dahin soll ein neuer Kreuzungsbahnhofes in Friedrichshammer entstehen und die Fahrzeit zwischen dem Kreuzungsbahnhof und Erndtebrück verkürzt werden. Bis 2036 sollen Infrastrukturmaßnahmen umgesetzt werden, die umsteigefreie Fahrten zwischen Marburg und Siegen ermöglichen, ohne auf der Strecke nach Bad Berleburg unter Gewährung einer ausreichenden Umsteigezeit Halte streichen zu müssen. Bis 2040 sollen die infrastrukturellen Voraussetzungen für ein Flügelzugkonzept in Erndtebrück geschaffen werden, bei dem die Züge stündlich von Siegen umsteigefrei nach Bad Berleburg und Marburg fahren. Dazu muss in Erndtebrück an Gleis 1 ein Zugdeckungssignal installiert werden und Weichenverbindungen von Gleis 1 und 2 nach Bad Berleburg entstehen. Ebenso ist eine Geschwindigkeitserhöhung zwischen Lützel und Erndtebrück auf 60 km/h erforderlich. Zwischen Friedensdorf und Buchenau soll ein zweigleisiger Begegnungsabschnitt entstehen.

### Einsatz von Batterie- oder Wasserstoffzügen
Mit der Ausschreibung eines neuen Verkehrskonzeptes für das Nordwesthessennetz zum Jahr 2033 sollen auch neue Triebzüge mit alternativen Antrieben auf der Strecke eingesetzt werden. Ob dabei Akku- oder wasserstoffbetriebene Triebwagen zum Einsatz kommen werden, wollen Verkehrsverbünde und Kurhessenbahn in einer Machbarkeitsstudie ermitteln, die 2024 vorliegen soll. Für den Bereich Erndtebrück hat der Zweckverband Nahverkehr Westfalen-Lippe 2024 den Bau einer Ladeinsel zum Laden von Batterie-Oberleitungstriebzügen angemeldet. Diese soll im Jahr 2032 in Betrieb gehen.
Der Zweckverband Nahverkehr Westfalen-Lippe (NWL) kommt nach einer Studie zu alternativen Antrieben in seinen Netzen zum Ergebnis, dass Wasserstoffzüge um 40 Prozent höhere Kosten verursachen würden, etwa durch einen Mehrbedarf an Infrastruktur. Um die Bahnstrecke Kreuztal–Cölbe also mit Batteriezügen zu betreiben, müsse der Streckenabschnitt zwischen Lützel und Erndtebrück (7 km) sowie der zwischen Bad Laasphe und Biedenkopf (9 km) elektrifiziert werden.

### Neue Halte
Durch den Zweckverband Nahverkehr Westfalen-Lippe wurde die Machbarkeit von den neuen Halten Bad Laasphe Kurpark und Kreuztal Mitte an der Strecke untersucht. Für den Halt Bad Laasphe Kurpark wird ein Potential von 107 Fahrgästen pro Tag gesehen. Der NWL hält es allerdings bei dem geringen Potential gegenüber anderen Gemeinden nicht vertretbar innerhalb von 2,5 Kilometern drei Halte in einer Gemeinde mit nur 13.500 Einwohnern einzurichten. Für einen neuen Halt in Kreuztal Mitte an der Grabenstraße wird ein Potential von 384 Fahrgästen pro Tag gesehen. Die Integration in den geplanten Fahrplan führt allerdings ohne weitere Maßnahmen zu Anschlussverlusten. Auf hessischer Seite soll die Machbarkeit neuer Halte an den Standorten am Biedenkopfer Industriegebiet „Am Seewasem“ auf Höhe des Kaufland-Marktes, bei Eckelshausen und zwischen Kernbach und Brungershausen geprüft werden.

### Mittelbahnsteig Kreuztal
Der Zweckverband Nahverkehr Westfalen-Lippe hat für den ÖPNV-Bedarfsplan NRW den Bau eines Mittelbahnsteiges zwischen den Hauptgleisen 1 und 2 in Kreuztal angemeldet. Durch diese Maßnahme soll im Zielfahrplan die Anschlusssituation zwischen den Zügen der Linien RB 93 und RB 91 in der Relation Erndtebrück – Hagen verbessert werden, indem beim Umsteigen der Weg durch die Unterführung entfällt.

### Erhöhung Betriebsqualität
Mit der Neuausschreibung der Betriebsleistungen auf der Linie RB 93 um das Jahr 2030, soll die bestehende Durchbindung der Fahrten aus Bad Berleburg ab Siegen weiter nach Betzdorf aufgegeben werden. Die Fahrten sollen dann wieder wie bis 2015 in Siegen enden. Die Bedienung des Abschnittes nach Betzdorf übernimmt eine neue RB-Linie Au – Kreuztal. Die Durchbindung ist problematisch für die Betriebsqualität, da die Fahrten in Betzdorf im Blockabstand zum verspätungsanfälligen Rhein-Sieg-Express starten und auf der eingleisigen Strecke nur wenige Ausweichmöglichkeiten und knappe Wendezeiten bestehen. Um den Betrieb zu stabilisieren, müssen Fahrten teilweise vorzeitig wenden.
Der NWL fordert im Abschnitt Kreuztal – Hilchenbach die Umsetzung von Infrastrukturmaßnahmen, um die Betriebsqualität zu steigern und die Fahrzeiten zu reduzieren. So sollen Bahnübergänge geschlossen werden oder technische Sicherungsmaßnahmen umgesetzt werden, um die Langsamfahrstellen in diesem Abschnitt zu beseitigen. Außerdem sollen Standzeiten in den Kreuzungsbahnhöfen Hilchenbach und Ferndorf durch Umbauten reduziert werden, in dem die gleichzeitige Einfahrt von Zügen beider Richtungen in die Bahnhöfe ermöglicht wird.

### S-Bahn Dreiländereck
Für die Ausarbeitung des neuen Nahverkehrsplan des NWL hat der Zweckverband Westfalen-Süd im Jahr 2020 eine Angebotskonzeption für eine S-Bahn Dreiländereck vorgestellt. Diese sieht vor, die Linie RB 90 aus Limburg bis nach Hilchenbach zu verlängern und zusammen mit der RB 93 Siegen – Hilchenbach ein halbstündliches Angebot bis Hilchenbach zu schaffen. Die zusätzliche Linie soll nur Zwischenhalte in Weidenau, Kreuztal und Ferndorf einlegen. Zur Umsetzung ist ein Ausbau des Bahnhofes Ferndorf für reguläre Kreuzungen im Personenverkehr notwendig sowie Beschleunigungsmaßnahmen an der Infrastruktur. Die Angebotskonzeption wurde nicht für das SPNV Zielnetz NRW für 2040 übernommen.

## Bahnhöfe und Haltepunkte

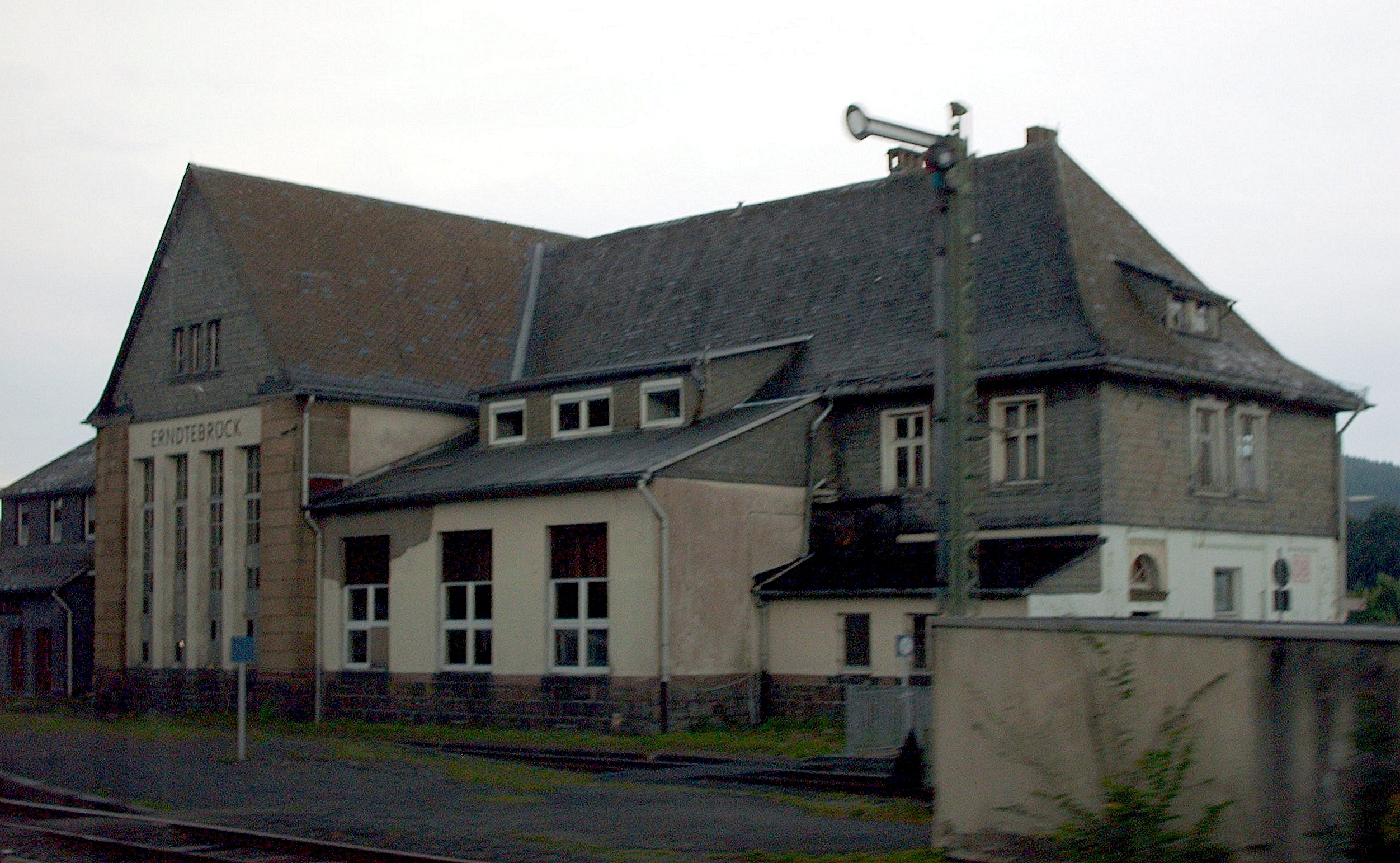
Bahnhof Erndtebrück
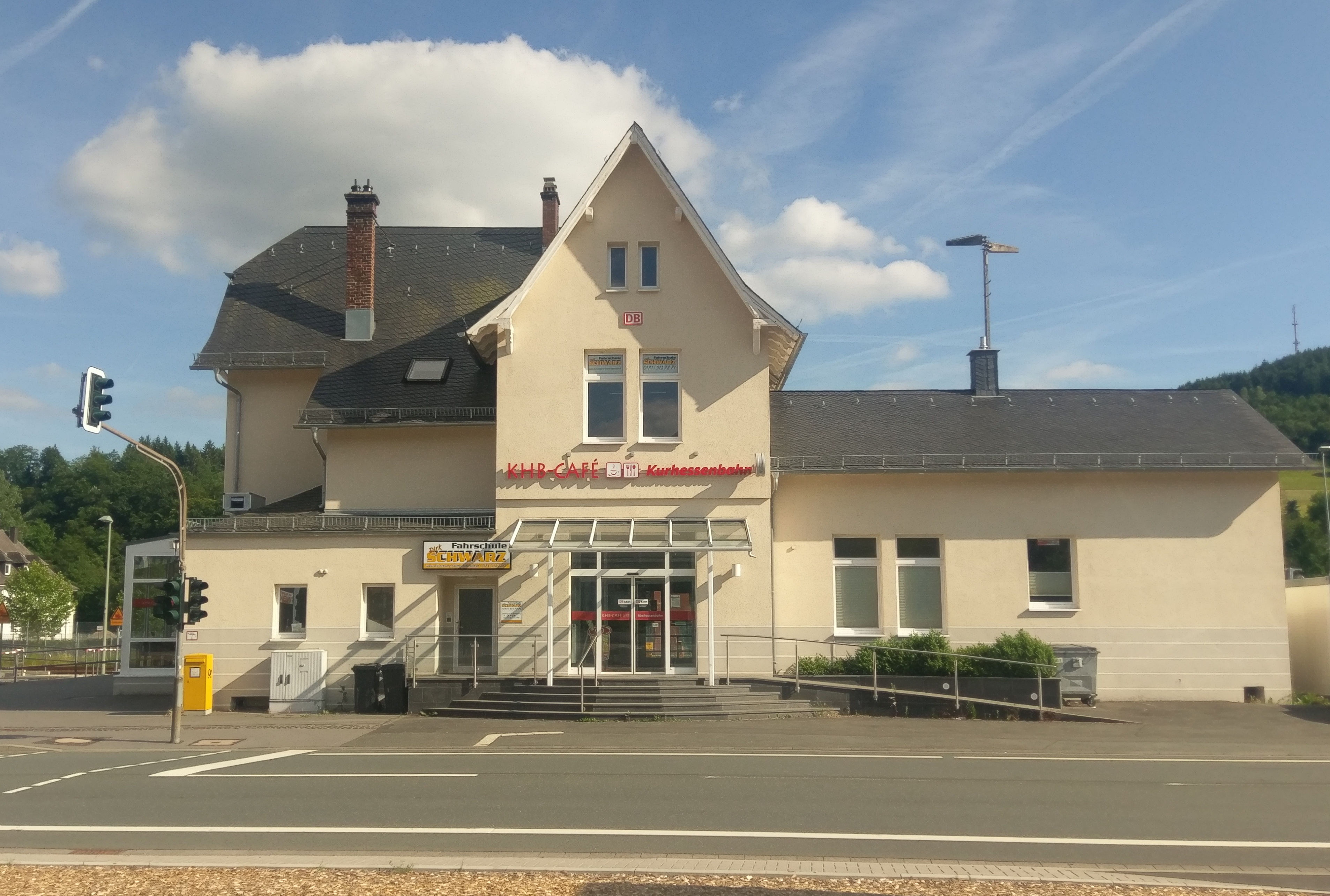
Bahnhof Bad Laasphe
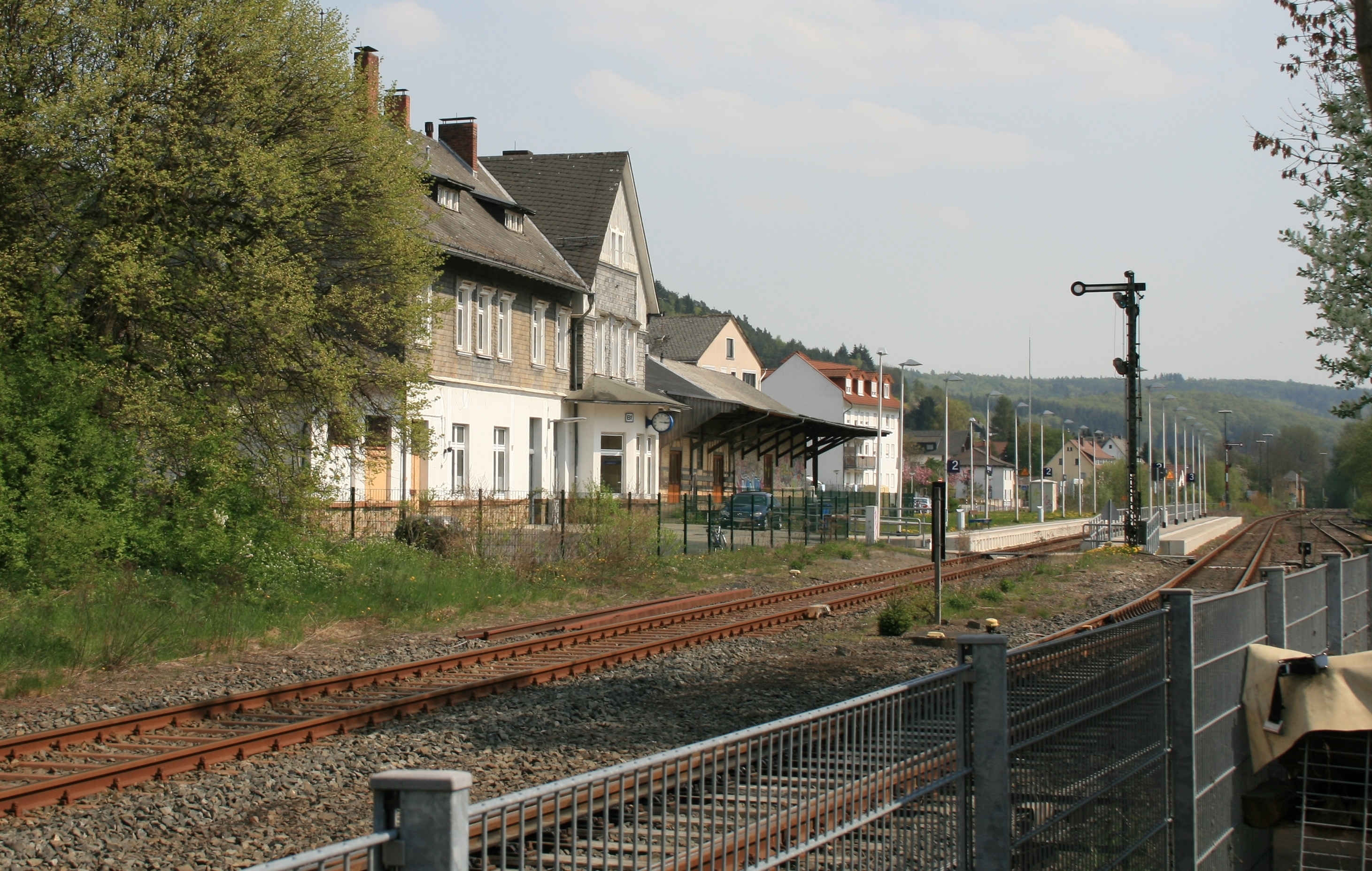
Bahnhof Biedenkopf
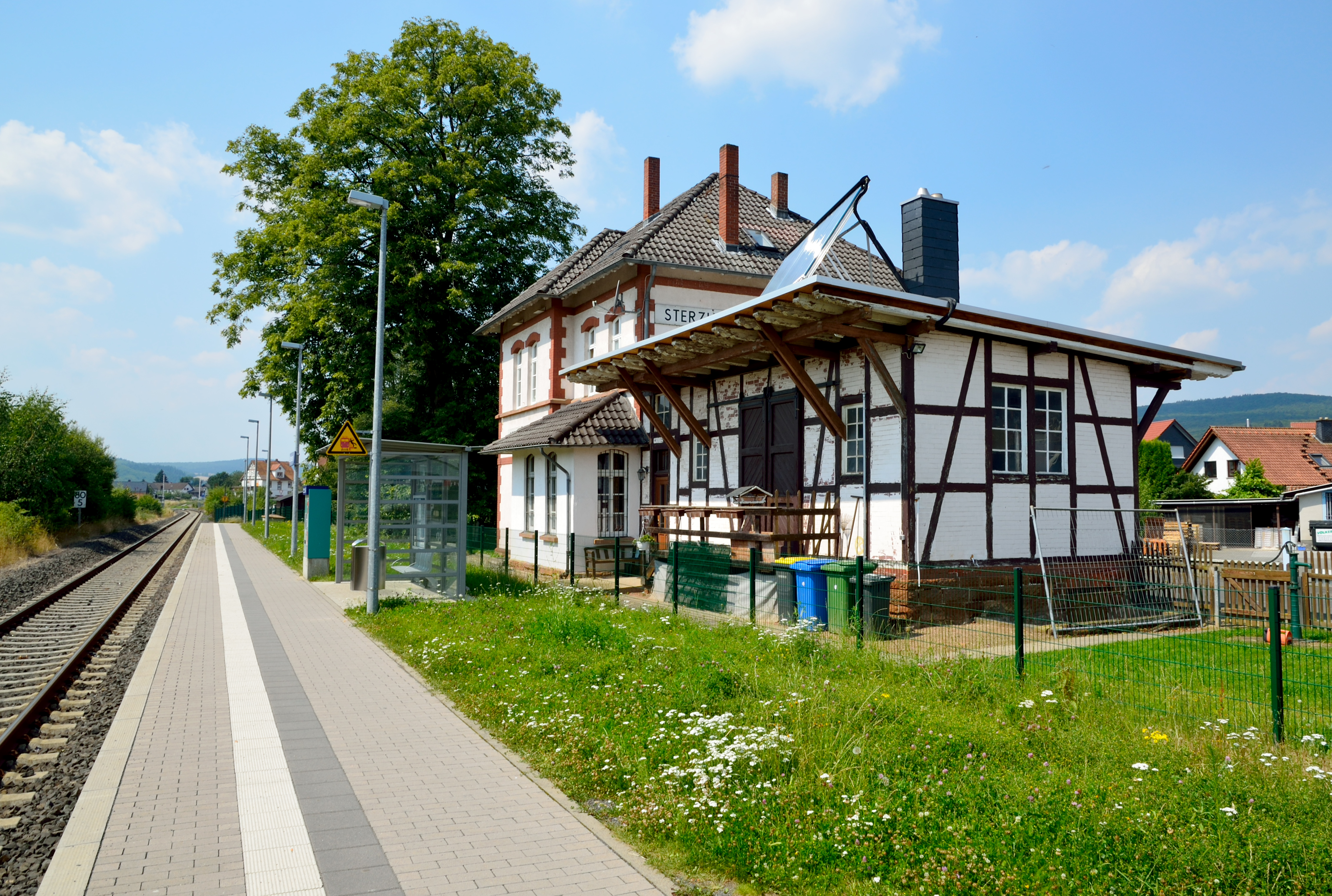
Bahnhof Sterzhausen (heute Hp)
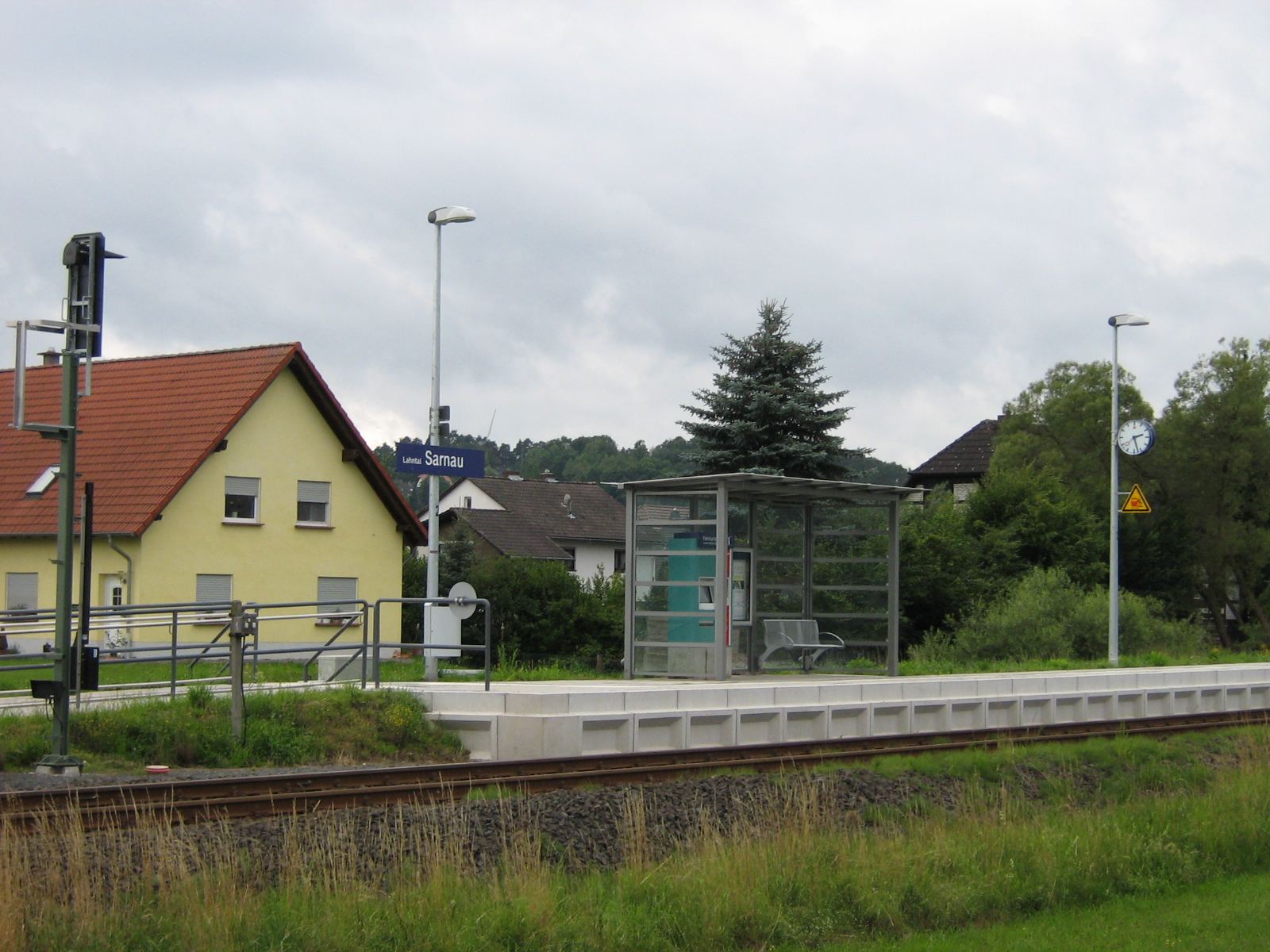
Neuer Haltepunkt Sarnau
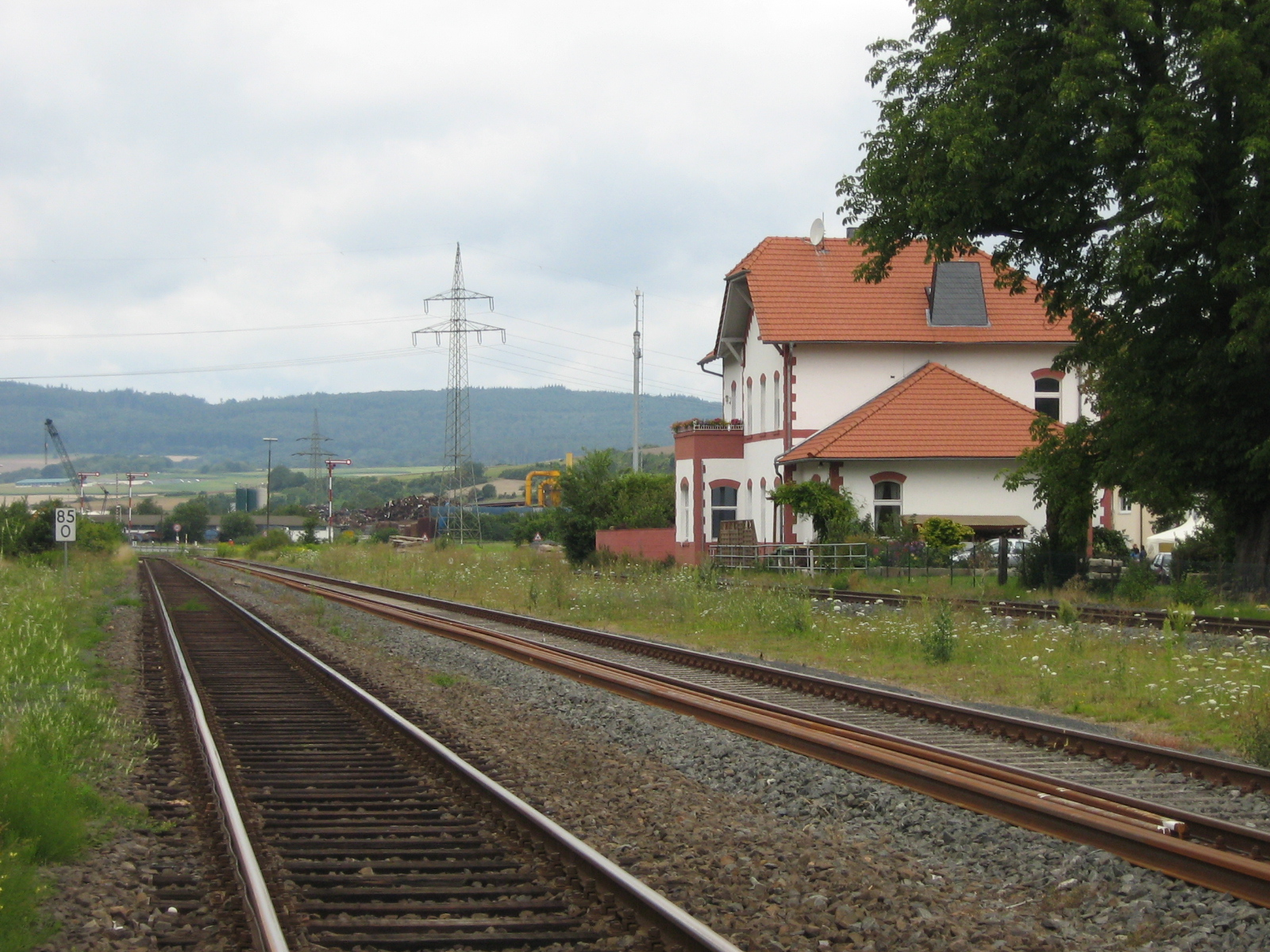
Ehemaliger Bahnhof Sarnau

Die Strecke hatte einst 25 Stationen zwischen Erndtebrück und Cölbe, inzwischen sind es nur noch 18. Bereits seit den 1960er Jahren wurden aufgrund der rückläufigen Fahrgastzahlen erste Haltepunkte aufgegeben. Insbesondere in den 1980er Jahren wurden weitere Haltepunkte und Bahnhöfe aufgelassen und zurückgebaut, wobei viele ehemalige Haltepunkte/Bahnhöfe lediglich mit einfachen Gebäuden ausgestattet waren oder hauptsächlich dem Güterverkehr dienten, wie beispielsweise die Stationen in Carlshütte, Ludwigshütte oder Amalienhütte.
| Betriebsstelle            | Gemeinde / Bundesland                    | Bahnsteig- gleise | Tarif               | Strecken-km | Anmerkung |
| ------------------------- | ---------------------------------------- | ----------------- | ------------------- | ----------- | --- |
| Kreuztal                  | Stadt Kreuztal Nordrhein-Westfalen       | 3                 | VGWS (s. u.)        | 0,0         | Anschluss an Ruhr-Sieg-Strecke |
| Ferndorf                  | Stadt Kreuztal Nordrhein-Westfalen       | 1 (zuvor 2)       | VGWS                |             | Kreuzungsbahnhof |
| Kredenbach                | Stadt Kreuztal Nordrhein-Westfalen       | 1                 | VGWS                |             | Bedarfshalt |
| Dahlbruch                 | Stadt Kreuztal Nordrhein-Westfalen       | 2                 | VGWS                | 5,7         | Kreuzungsbahnhof |
| Hillnhütten               | Stadt Hilchenbach Nordrhein-Westfalen    | 1                 | VGWS                | 6,9         | Bedarfshalt |
| Stift Keppel-Allenbach    | Stadt Hilchenbach Nordrhein-Westfalen    | 1                 | VGWS                | 8,5         | bis 198? Bahnhof |
| Hilchenbach               | Stadt Hilchenbach Nordrhein-Westfalen    | 2                 | VGWS                | 10,0        | planmäßige Zugkreuzung der RB 93 |
| Vormwald Dorf             | Stadt Hilchenbach Nordrhein-Westfalen    | 1                 | VGWS                | 11,9        | Bedarfshalt |
| Vormwald                  | Stadt Hilchenbach Nordrhein-Westfalen    | 1 (zuvor 2)       | VGWS                | 18,0        | Bedarfshalt bis 198? Bahnhof |
| Lützel                    | Stadt Hilchenbach Nordrhein-Westfalen    | 1 (zuvor 2)       | VGWS (Teil von NWL) | 22,0        | Kreuzungsbahnhof. Seit Dez. 2014 elektronisches Stellwerk (ESTW), aber Zwischenbahnsteig für Gleis 2 nicht mehr nutzbar: Gleisquerung entfernt. |
| Erndtebrück               | Gemeinde Erndtebrück Nordrhein-Westfalen | 4                 | VGWS                | 28,8        | Anschluss an die Bahnstrecke nach Bad Berleburg                                                                                                 |
| Erndtebrück-Schameder     | Gemeinde Erndtebrück Nordrhein-Westfalen | 1                 | VGWS                | 32,1        | Bedarfshalt |
| Erndtebrück-Leimstruth    | Gemeinde Erndtebrück Nordrhein-Westfalen | 1 (zuvor 2)       | VGWS                | 34,7        | Bedarfshalt bis 198? Bahnhof |
| Amtshausen                | Stadt Bad Laasphe Nordrhein-Westfalen    | 1                 | -                   | 37,1        | 23. Mai 1954 bis 26. Mai 1962 |
| Bad Laasphe-Oberndorf     | Stadt Bad Laasphe Nordrhein-Westfalen    | 1 (zuvor 2)       | VGWS                | 40,1        | Bedarfshalt bis 198? Bahnhof |
| Bad Laasphe-Feudingen     | Stadt Bad Laasphe Nordrhein-Westfalen    | 1 (zuvor 2)       | VGWS                | 43,3        | Im Sommer Anfangspunkt der Fahrradzüge bis 199? Bahnhof                                                                                         |
| Bermershausen             | Stadt Bad Laasphe Nordrhein-Westfalen    | 1                 | -                   | 45,0        | 23. Mai 1954 bis 26. Mai 1962 |
| Saßmannshausen            | Stadt Bad Laasphe Nordrhein-Westfalen    | 2                 | -                   | 46,5        | stillgelegt am 2. Juni 1996; Wiedereröffnung als Kreuzungsbahnhof geplant                                                                       |
| Friedrichshütte-Laasphe   | Stadt Bad Laasphe Nordrhein-Westfalen    | 2                 | -                   | 51,2        | stillgelegt am 2. Juni 1996 |
| Bad Laasphe               | Stadt Bad Laasphe Nordrhein-Westfalen    | 2                 | RMV und VGWS        | 52,8        | Empfangsgebäude 2010 modernisiert teilweise Anfangshaltestelle                                                                                  |
| Bad Laasphe-Niederlaasphe | Stadt Bad Laasphe Nordrhein-Westfalen    | 1                 | RMV und VGWS        | 54,8        | Bedarfshalt seit 6. Dezember 2009 |
| Amalienhütte              | Stadt Bad Laasphe Nordrhein-Westfalen    | 1                 | -                   | 55,4        | aufgelassen am 26. Mai 1978 |
| Biedenkopf-Wallau         | Stadt Biedenkopf Hessen                  | 1 (zuvor 3)       | RMV und VGWS        | 56,9        | Abzweig d. Scheldetalbahn, bis 2001 Bahnhof, Empfangsgebäude 2010 abgerissen                                                                    |
| Ludwigshütte              | Stadt Biedenkopf Hessen                  | 1                 | -                   | 59,7        | aufgelassen am 26. Mai 1985 |
| Biedenkopf Campus         | Stadt Biedenkopf Hessen                  | 1                 | RMV und VGWS        | 60,9        | seit 31. August 2003, bis 2018 Biedenkopf Schulzentrum                                                                                          |
| Biedenkopf                | Stadt Biedenkopf Hessen                  | 2 (zuvor 3)       | RMV und VGWS        | 62,3        | Kreuzungsbahnhof |
| Eckelshausen              | Stadt Biedenkopf Hessen                  | 1                 | -                   | 65,6        | 23. Mai 1954 bis 27. Mai 1979 |
| Wilhelmshütte (Lahn)      | Gemeinde Dautphetal Hessen               | 1                 | RMV                 | 67,3        | Bedarfshalt bis 19?? Bahnhof |
| Friedensdorf (Lahn)       | Gemeinde Dautphetal Hessen               | 2 (zuvor 3)       | RMV                 | 68,6        | Kreuzungsbahnhof Im Sommer 2011 komplett umgebaut                                                                                               |
| Carlshütte                | Gemeinde Dautphetal Hessen               | 1                 | -                   | 70,6        | aufgelassen am 26. Mai 1985 |
| Buchenau (Lahn)           | Gemeinde Dautphetal Hessen               | 2                 | RMV                 | 72,2        | Kreuzungsbahnhof 1987 bis 1998 nur Haltepunkt                                                                                                   |
| Brungershausen            | Gemeinde Lahntal Hessen                  | 1                 | -                   | 74,9        | bis 1987 Bahnhof aufgelassen am 28. Mai 1989 |
| Caldern                   | Gemeinde Lahntal Hessen                  | 1 (zuvor 2)       | RMV                 | 77,6        | Bedarfshalt, bis 198? Bahnhof |
| Sterzhausen               | Gemeinde Lahntal Hessen                  | 1 (zuvor 2)       | RMV                 | 80,5        | bis 198? Bahnhof |
| Goßfelden                 | Gemeinde Lahntal Hessen                  | 1                 | RMV                 | 82,8        | bis 19?? Bahnhof |
| Lahntal-Sarnau            | Gemeinde Lahntal Hessen                  | 1                 | RMV                 | 84,0        | Bedarfshalt, seit 4. Juli 2010 |
| Sarnau                    | Gemeinde Lahntal Hessen                  | 0 (zuvor 3)       | -                   | 85,0        | Abzweig der Burgwaldbahn, Personenverkehr bis 3. Juli 2010                                                                                      |
| Cölbe                     | Gemeinde Cölbe Hessen                    | 4                 | RMV                 | 88,5        | Abzweig von der Main-Weser-Bahn |

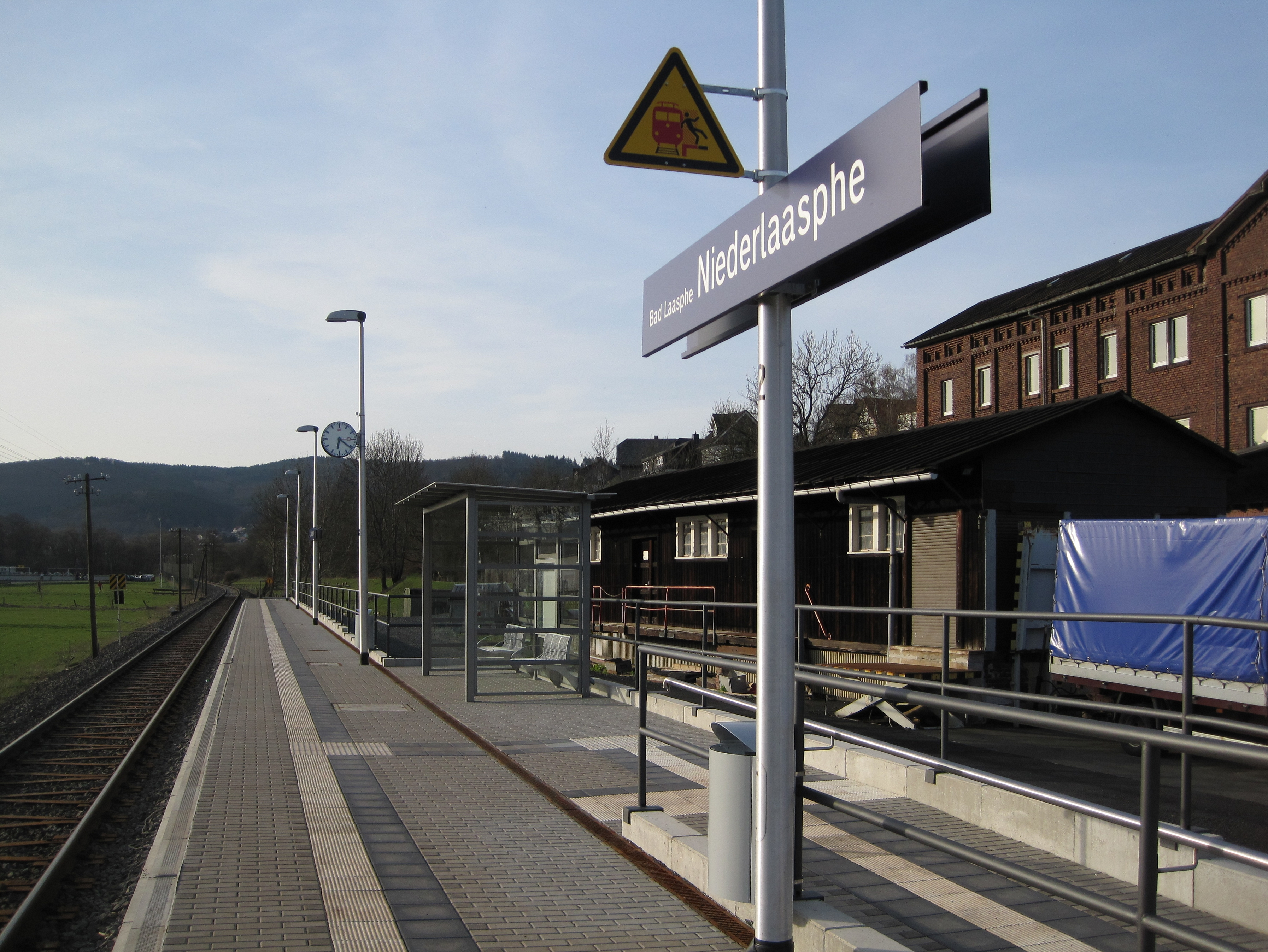
Haltepunkt Bad Laasphe-Niederlaasphe (2010)

Am 1. September 2003 wurde aufgrund des hohen Schülerverkehrs, der mittlerweile wieder angestiegenen Fahrgastzahlen und der besseren Erreichbarkeit der Behörden und Gesundheitseinrichtungen in Biedenkopf der Haltepunkt Biedenkopf-Schulzentrum eröffnet. Mit dem Fahrplanwechsel Mitte Dezember 2009 wurde der Bedarfshaltepunkt Bad Laasphe-Niederlaasphe und am 4. Juli 2010 der Haltepunkt Lahntal-Sarnau eröffnet. Der bisherige Bahnhof außerhalb von Sarnau wurde für den Personenverkehr aufgelassen. Nachdem Bahnsteige, Lampen, Wartehäuschen und Unterführung zurückgebaut worden sind, dient er als Betriebsbahnhof.
Im Sommer 2011 war die Strecke zwischen Buchenau und Biedenkopf sechs Wochen lang gesperrt. In dieser Zeit wurden im Bahnhof Friedensdorf Gleise, Weichen und Signale erneuert. Außerdem wurde der erst 2004 sanierte Seitenbahnsteig und der Zwischenbahnsteig durch einen barrierefreien und mit taktilen Blindenleitstreifen ausgestatteten Mittelbahnsteig ersetzt.

## Unfälle
Am 22. Juni 2013 kam es zwischen Bad Laasphe und Feudingen zu einem schweren Unfall. Ein Lastwagen kollidierte an einem unbeschrankten Bahnübergang mit einem Zug. Dabei verstarb der Lkw-Fahrer, 32 Reisende wurden verletzt, drei davon schwer. Die dort verlaufende Bundesstraße 62 wurde später neu trassiert. Vorher waren zwei Bahnübergänge der Bundesstraße vorhanden. Durch die Neutrassierung wird nur noch ein Bahnübergang für das Gewerbegebiet benötigt. Dieser wurde durch eine moderne Ampelsteuerung und Halbschranken besser gesichert.
Am 9. Dezember 1907 entgleisten beim Bahnhof Vormwald vier Personenwagen eines Richtung Hilchenbach fahrenden Zuges und rutschten ein Stück die Böschung hinab. Grund war die Flankenfahrt einer Güterzuglok; der Unfall ging glimpflich aus, es gab lediglich einige (Leicht-)Verletzte.

## Bedienungsangebot

### Rothaarbahn
In Kreuztal-Ferndorf bestehen noch zwei Industrieanschlüsse (Bender Eisen- und Metallwerke Ferndorf und Bandverzinkung der Thyssen Krupp Stahl AG) mit beachtlichem Güterverkehr. In Dahlbruch werden drei Anschlüsse regelmäßig von DB Cargo bedient (Eisenbau Krämer, SMS, Schrotthändler). In Erndtebrück-Grünewald befährt die Kreisbahn Siegen-Wittgenstein den verbliebenen Anschluss der Erndtebrücker Eisenwerke. Im Bahnhof Erndtebrück werden gelegentlich Waggons für die Holzverladung zugestellt.
Die Rothaarbahn wird im Schienenpersonennahverkehr durchgehend im Stundentakt, am Samstag- und Sonntagabend jedoch nur alle zwei Stunden von der gleichnamigen Rothaar-Bahn (RB 93) mit schnellen Anbindungen an den Rhein-Sieg-Express (RE 9) und die Westerwald-Sieg-Bahn (RB 90) in Siegen sowie an die Ruhr-Sieg-Bahn (RB 91) in Kreuztal jeweils in beiden Richtungen genutzt.
Die Zugkreuzungen finden etwa zwei Minuten vor der sonst üblichen Symmetriezeit in Erndtebrück und zur halben Stunde in Hilchenbach statt.
In Erndtebrück besteht alle zwei Stunden Anschluss an die Obere Lahntalbahn (RB 94) nach Bad Laasphe – Marburg.
Durchgeführt wird der Schienenpersonennahverkehr von der Dreiländerbahn der HLB, die für die Rothaar-Bahn Dieseltriebwagen der Baureihe 640, Baureihe 648 sowie Baureihe 1648 für Geschwindigkeiten bis zu 120 (1648: 140) km/h einsetzt.
Mit der gewonnenen Ausschreibung des Dieselnetz Eifel-Westerwald-Sieg hat die Hessische Landesbahn zum Fahrplanwechsel im Dezember 2014 den Betrieb der Linie RB 93 von DB Regio übernommen. Ursprünglich war die Betriebsaufnahme erst im August 2015 vorgesehen. Da sich allerdings in Verhandlungen zu einem nötigen Übergangkonzeptes zeigte, dass eine vorgezogene Betriebsaufnahme der HLB besser als eine Vertragsverlängerung mit DB Regio ist, wurde die Betriebsübergabe entsprechend vorgezogen. Dabei kamen vorübergehend Triebfahrzeuge vom Typ Regio-Shuttle zum Einsatz, die von der Ostdeutschen Eisenbahn angemietet wurden. Die Linie wurde im Rahmen des Übergangskonzeptes bis Dezember 2015 weiter zwischen Bad Berleburg und Siegen betrieben, danach wurde die Linie über den bisherigen Endpunkt Siegen hinaus nach Betzdorf verlängert.
Seit dem Fahrplanwechsel im Dezember 2015 leidet die RB 93 unter einem Pünktlichkeitsproblem, das durch ein neues Fahrplankonzept hervorgerufen wird. Die Linie verkehrt seither über den bisherigen Endpunkt Siegen hinaus nach Betzdorf, wobei die Fahrzeiten im Abschnitt Hilchenbach – Siegen ohne Infrastrukturveränderungen verkürzt wurden. In Betzdorf startet die Linie zudem im Blockabstand zur verspätungsanfälligen Linie RE 9. Verspätungsübertragungen von dieser Linie können im weiteren Streckenverlauf auf Grund des engen Fahrplans nicht abgebaut werden und werden durch die eingleisige Infrastruktur ab Kreuztal auf weitere Züge übertragen. Die Pünktlichkeit soll durch langwierige Infrastrukturmaßnahmen verbessert werden. Zur Beseitigung der Unpünktlichkeit plant der Zweckverband Nahverkehr Westfalen-Lippe zukünftig wieder die RB 93 in Siegen enden zu lassen und die Bedienung des Abschnitts Siegen – Betzdorf auf eine andere Linie zu überführen. Im Abschnitt Siegen – Hilchenbach soll das Angebot durch Verlängerung der RB 90 aus Limburg auf einen Halbstundentakt verdichtet werden.
Ursprünglich sollte mit dem Fahrplanwechsel am 11. Dezember 2016 der Stundentakt an Sonntagen eingeführt werden. Aufgrund der angespannten Personalsituation bei der HLB musste der Einführungstermin auf den 15. Januar verschoben werden. Somit soll an Sonntagen die ungünstige Anschlusssituation in Erndtebrück aus Richtung Bad Laasphe nach Siegen mit einer Stunde Wartezeit beseitigt werden. Die ungünstige Anschlusssituation besteht erst seit Dezember 2015. Dort wurde zur Standzeitreduzierung in Bad Berleburg der Zweistundentakt Richtung Siegen um eine Stunde verschoben.

### Obere Lahntalbahn

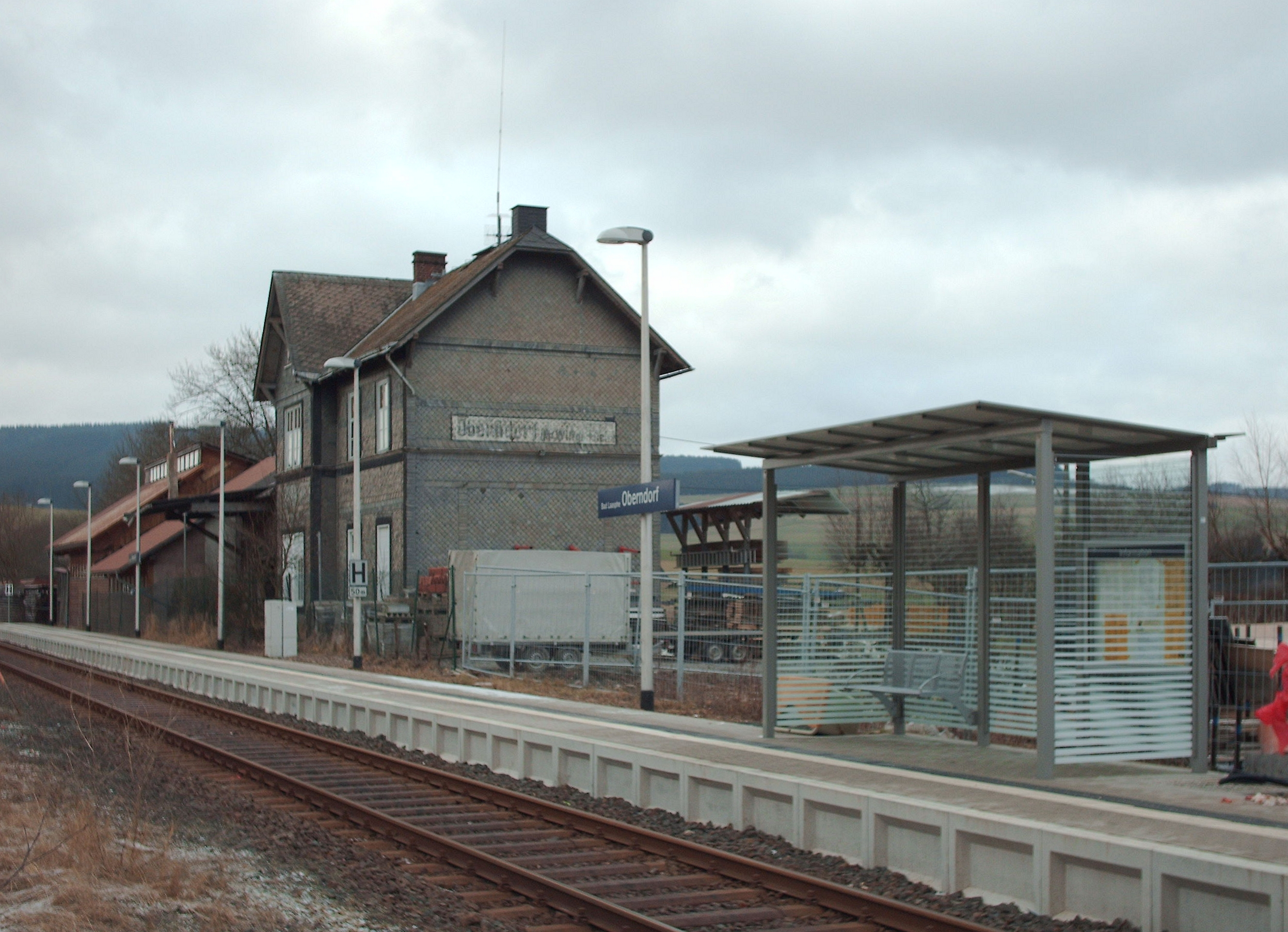
Haltepunkt Oberndorf (2008)

Der Personenverkehr auf der Strecke wird betrieben von der Kurhessenbahn (KBS 623), einem der fünf RegioNetze der Deutschen Bahn AG mit einem Gesamtstreckennetz von 245 Kilometern Länge.
Der Schienenpersonennahverkehr wird im Auftrag des Rhein-Main-Verkehrsverbundes (Marburg–Wallau) und des Zweckverband Nahverkehr Westfalen-Lippe (Niederlaasphe–Erndtebrück) von der Kurhessenbahn der Deutschen Bahn AG durchgeführt. Pro Tag nutzten 2010 etwa 3.000 Fahrgäste die Strecke, was einem Fahrgastzuwachs von 20 % seit 2007 entspricht.
Die Obere Lahntalbahn wird 2011 alle zwei Stunden mit Anbindung in Marburg an die Main-Weser-Bahn (RMV-Linie 30) und in Erndtebrück an die Rothaar-Bahn (RB 93) von der gleichnamigen RB 94 befahren. Die Symmetriezeit liegt zwei bis drei Minuten vor der sonst üblichen. Zugkreuzungen finden meist in Friedensdorf statt, wobei nur der Richtung Marburg fahrende Zug vier Minuten Aufenthalt hat. Zwischen Marburg und Bad Laasphe wird ein Stundentakt angeboten.
Die Kurhessenbahn hat das Angebot mit dem Fahrplanwechsel zum 15. Juni 2008 erhöht und stellt mit dem Fahrplan 2011 dreizehn werktägliche Zugpaare zwischen Marburg und Bad Laasphe, von denen sieben bis Erndtebrück durchgebunden werden.

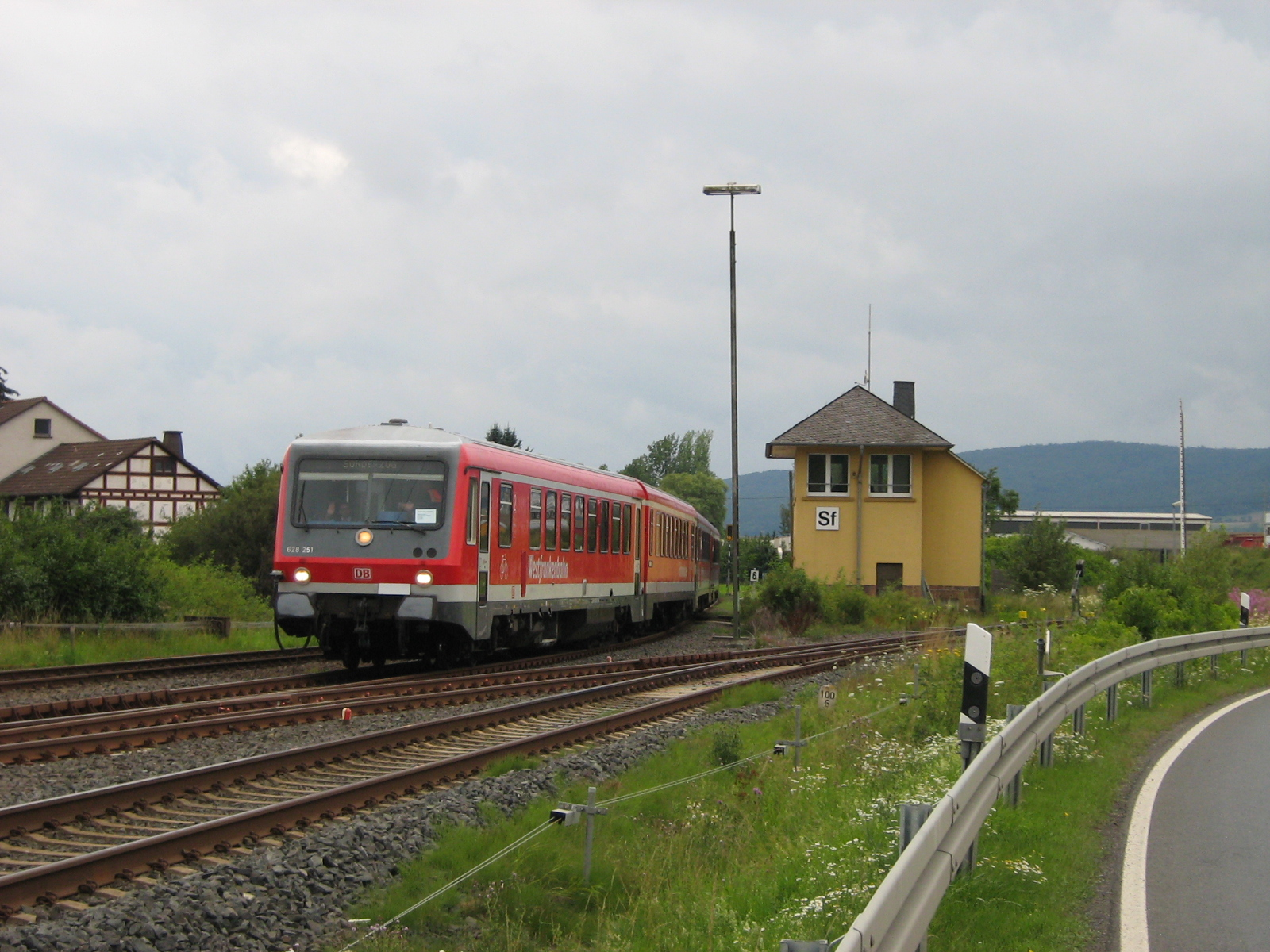
Triebwagen der Baureihe 628 am Stellwerk Sarnau (2011)

Von 1995 bis zum Fahrplanwechsel 2018/2019 wurden überwiegend Diesel-Triebwagen der Baureihe 628 eingesetzt. Davon wurden einige für den Fahrradtransport umgebaut, die jeweils bis zu 65 Fahrräder aufnehmen können. Dafür wurde auf einer Seite eine Vierer-Sitzgruppe entfernt, stattdessen wurden unterhalb der Fenster jeweils zwei Klappsitze angebracht. So kann dieser Bereich zum Abstellen von Fahrrädern während der Bahnfahrt genutzt werden.
Die Verkehrsleistungen des Dieselnetzes „Nordwesthessen“ wurden mit Vertragsbeginn im Dezember 2017 für weitere 15 Jahre an die Kurhessenbahn vergeben. Ursprünglich sollten die Verkehrsleistungen schon zum Dezember 2015 neu vergeben werden, sodass ein zweijähriger Überbrückungsvertrag mit der Kurhessenbahn nötig wurde. Der Betrieb sollte dabei mit der Betriebsaufnahme vollständig auf gebrauchte und modernisierte Niederflurtriebzüge umgestellt werden. Dieses Vorhaben verzögerte sich allerdings. Zudem wurde mit der Betriebsaufnahme auf der RB 94 an Samstagen zwischen Bad Laasphe und Marburg der Stundentakt eingeführt. Seit dem Fahrplanwechsel 2017/2018 stellte die Kurhessenbahn ihr Angebot sukzessive auf Triebzüge der Baureihe 642 um, welche nach und nach aus verschiedenen Regionalbereichen überführt werden und für die Kurhessenbahn modernisiert werden.
Die Obere Lahntalbahn erfreut sich vor allem bei Fahrradtouristen großer Beliebtheit, da in ihrem Verlauf mit dem Hessischen Radfernweg R2 bzw. dem Lahntalradweg sehr gut zu befahrende Verbindungen mit vielen Anschlussrouten (zum Beispiel der Hessische Radfernweg R8) und einem idyllischen Landschaftsbild vorhanden ist. Auch kreuzen viele Wanderwege die Strecke, so zum Beispiel der Lahnhöhenweg, der Rothaarsteig oder der Studentenpfad.

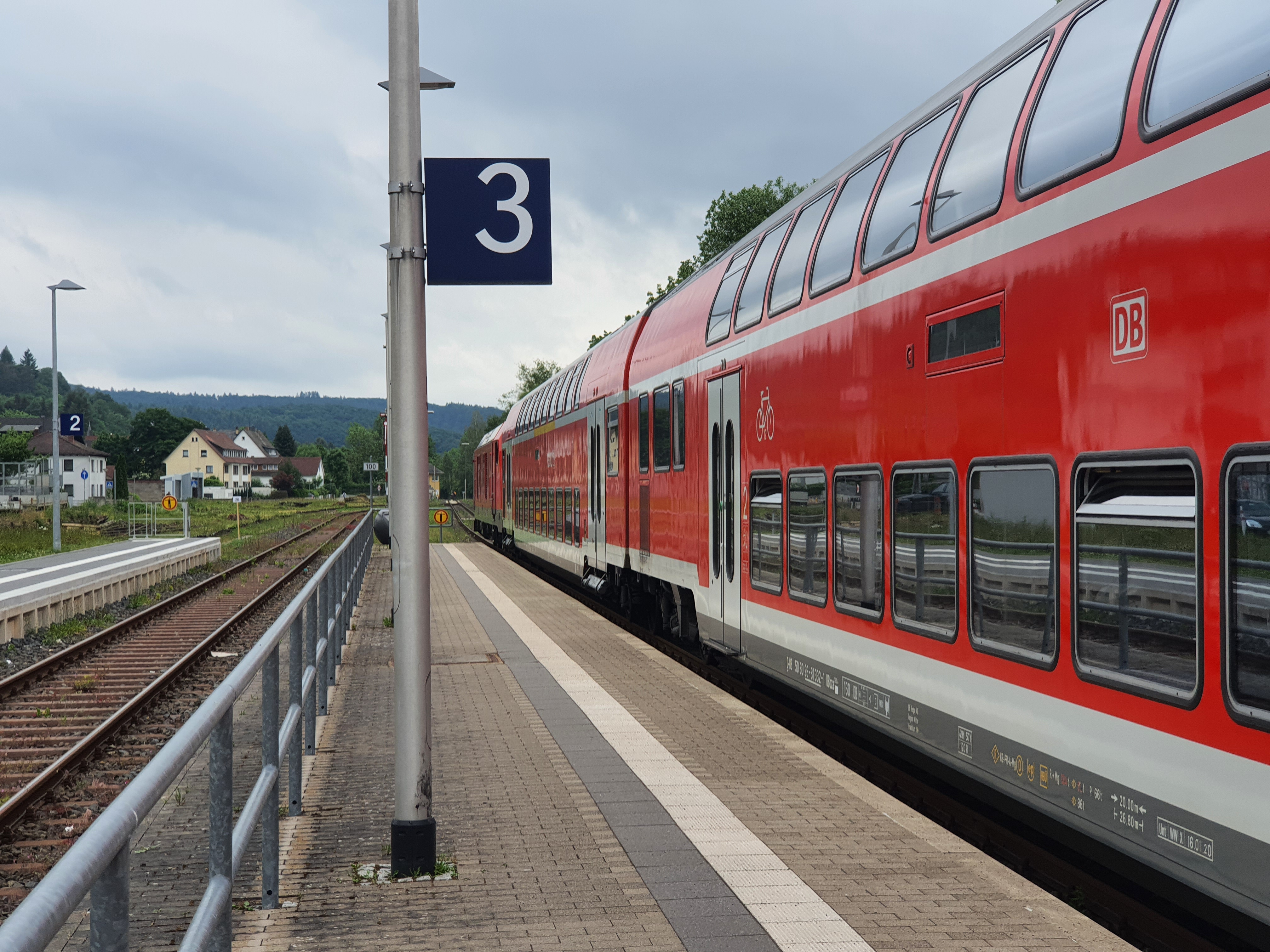
Doppelstockwagen mit Baureihe 245 im Bahnhof Biedenkopf anlässlich „Lahntal total“ 2022

Zu besonderen Anlässen (z. B. „Lahntal total“) wird die Strecke mit speziellen Fahrradzügen befahren, die bisher meist mit den beiden Lokomotiven der Baureihe 218 der Kurhessenbahn bespannt wurden. Mittlerweile sind beide Loks ausgemustert bzw. abgestellt. Im Rahmen der „Lahntal Total“-Neuauflage 2022 kamen erstmals Doppelstockwagen auf der Oberen Lahntalbahn zum Einsatz, bespannt wurden diese mit Lokomotiven der Baureihe 245. Ein weiteres Mal wurde ein Sonderzug mit DR-Doppelstockwagen der WFL nach Frankfurt/Main im Rahmen des Jugendkirchentages 2024 der EKHN in Biedenkopf auf der Obere Lahntalbahn eingesetzt.

## Eisenbahnsimulation
Seit dem 29. November 2009 gibt es die Obere Lahntalbahn im Add-on für den Microsoft Train Simulator (MSTS) „Marburg-Erndtebrück“ als Pro Train 31.